# Nizza
Nizza (AFI: /ˈnitʦa/; in francese Nice; in nizzardo Nissa; in ligure Nissa o Nìssa) è una città della Francia di 353 701 abitanti (al 1º gennaio 2022), capoluogo del dipartimento delle Alpi Marittime.
Secondo il censimento del 2019, con 342 669 abitanti era il quinto comune più grande della Francia dopo Parigi, Marsiglia, Lione e Tolosa. Si trova al centro della sesta area metropolitana più grande della Francia, con 942 886 abitanti, e dell'undicesimo bacino d'utenza più grande della Francia, con circa 600 000 abitanti. La città è il centro di una metropoli, Nizza Costa Azzurra, che raggruppa quarantanove comuni per un totale di circa 550 000 abitanti. L'agglomerato urbano nizzardo si estende ben oltre i confini amministrativi della città e vanta una popolazione di circa 1 milione di abitanti su una superficie di 744 km² (287 km²). Situata sulla Costa Azzurra, ai piedi delle Alpi Marittime, Nizza è la seconda città francese più grande della costa mediterranea e la seconda città più grande della regione Provenza-Alpi-Costa Azzurra dopo Marsiglia. Dista circa 13 chilometri dal principato di Monaco e 30 chilometri dal confine italo-francese.
Situata tra il mare e le montagne, capitale economica e culturale della Costa Azzurra, Nizza è un importante centro turistico, commerciale e amministrativo. Dispone della seconda capacità alberghiera del Paese, che le consente di accogliere ogni anno circa 5 milioni di turisti. Il suo aeroporto è il terzo di Francia ed il primo della regione per numero di passeggeri.
La città è sede di un'università, diversi quartieri commerciali, numerosi musei (è addirittura la città con il maggior numero di musei in Francia, dopo Parigi), un teatro, un'opera, una biblioteca regionale, un conservatorio regionale e sale da concerto. A Nizza si trova la famosa Promenade des Anglais, il celebre lungomare cittadino che, insieme alla Croisette di Cannes, costituiscono due tra le più note attrattive turistiche della Costa Azzurra.
Per la sua importanza storica come città di villeggiatura invernale per l'aristocrazia europea e per la conseguente mescolanza di culture presenti in città, l'UNESCO ha proclamato Nizza Patrimonio dell'Umanità nel 2021. Nizza sarà anche la sede principale delle Olimpiadi invernali del 2030.
Nell'area dell'odierna Nizza si trova Terra Amata, un sito archeologico che testimonia un uso molto precoce del fuoco risalente a circa 380 000 anni fa. Intorno al 350 a.C., i greci di Marsiglia fondarono un insediamento permanente e lo chiamarono Νίκαια, Nikaia, dal nome di Nike, la dea della vittoria. Nel corso dei secoli, la città è passata di mano molte volte. Infatti, è  stata parte dell'antica Liguria tra i fiumi Varo e Magra, della Regio IX Liguria romana, del Regno d'Italia (Sacro Romano Impero) tra il IX e l'XI secolo, della Repubblica di Genova, prima di sottomettersi alla Savoia nel 1388. Fu poi occupata dai francesi tra il 1792 e il 1815, quando fu restituita al Regno di Sardegna, fino alla sua annessione alla Francia nel 1860.

## Geografia fisica

### Territorio
Secondo alcune interpretazioni, dal punto di vista geografico l'intero bacino del fiume Varo, con la città di Nizza, appartiene alla regione geografica italiana.
La città ha anche due piccoli fiumi, di solito in secca durante l'estate: il Paglione (in francese Paillon) e il Magnano (Magnan). Varie colline dominano la città, la più conosciuta di queste è la collina di Cimella con le sue rovine di epoca romana; la collina del Castello separa la città dal porto.

### Clima
Il clima è di tipo mediterraneo e assai mite.
| Nizza               | Mesi | Mesi | Mesi | Mesi | Mesi | Mesi | Mesi | Mesi | Mesi | Mesi | Mesi | Mesi | Stagioni | Stagioni | Stagioni | Stagioni | Anno |
| Nizza               | Gen  | Feb  | Mar  | Apr  | Mag  | Giu  | Lug  | Ago  | Set  | Ott  | Nov  | Dic  | Inv      | Pri      | Est      | Aut      | Anno |
| ------------------- | ---- | ---- | ---- | ---- | ---- | ---- | ---- | ---- | ---- | ---- | ---- | ---- | -------- | -------- | -------- | -------- | ---- |
| T. max. media (°C)  | 12,1 | 12,8 | 14,6 | 17,2 | 20,6 | 24,0 | 26,6 | 26,6 | 24,7 | 20,5 | 16,1 | 13,0 | 12,6     | 17,5     | 25,7     | 20,4     | 19,1 |
| T. min. media (°C)  | 4    | 4,5  | 6,3  | 8,8  | 12,4 | 15,7 | 18,1 | 17,9 | 16,0 | 11,8 | 7,9  | 5,0  | 4,5      | 9,2      | 17,2     | 11,9     | 10,7 |
| Precipitazioni (mm) | 74   | 72   | 70   | 67   | 52   | 41   | 18   | 34   | 67   | 113  | 118  | 85   | 231      | 189      | 93       | 298      | 811  |

## Origini del nome
Il toponimo originale della città è, in italiano, Nizza, e Nissa o Niça in nizzardo. Il toponimo francese della città è invece Nice. I suoi abitanti vengono chiamati nizzardi (niçois o niçards in francese). Nella parlata locale il termine più comune è nissart. L'aggettivazione "Nizza Marittima", per differenziarla da Nizza Monferrato, è d'epoca sabauda.
Secondo alcune fonti, l'etimologia del nome trarrebbe origine dal greco antico Νίκαια, che a sua volta deriva da Nike, cioè "vittoria". Un'altra ipotesi fa tuttavia risalire il nome della città al toponimo etrusco-italico Nikaïa.

## Storia

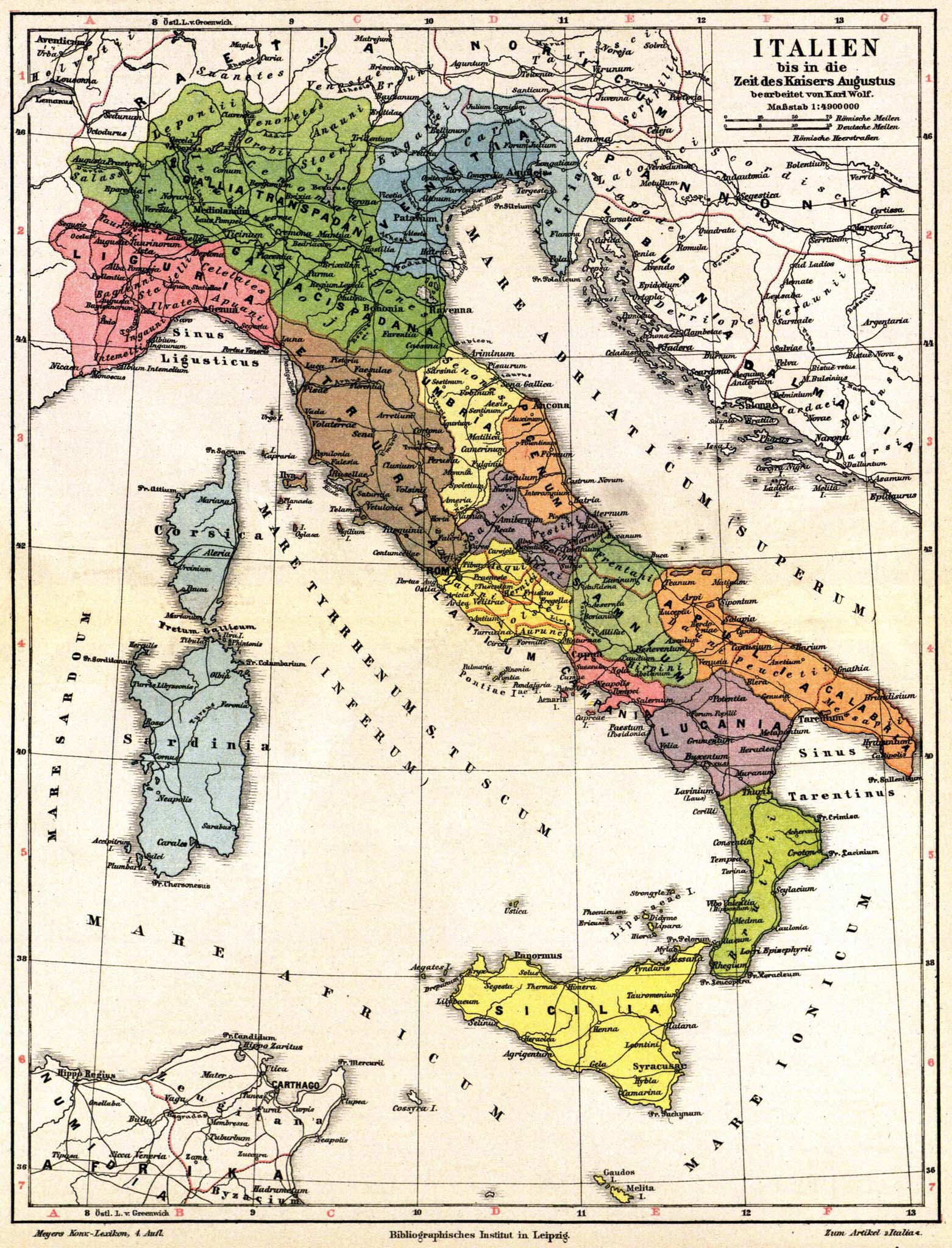
Regio IX Liguria de Nizza a La Spezia.

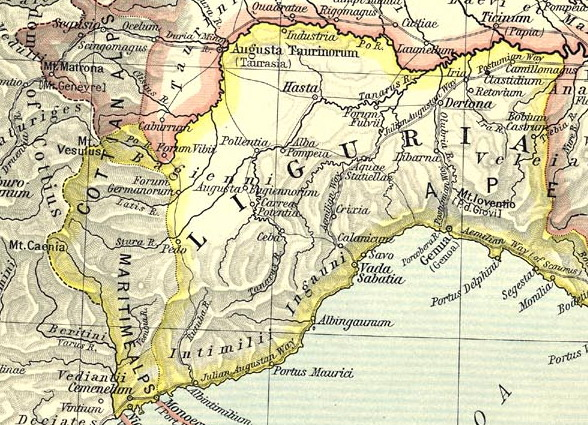
Il territorio della Regio IX Liguria Augustea, de Nizza a La Spezia. È probabile che la regione si estendesse fino alla Siagne.

Nizza nel Regno d'Italia (781-1014).

La Liguria occidentale annessa per il Ducato di Savoia en 1388.

Fondata attorno al 350 a.C. dai coloni greci della città di Focea con il nome di Nikaia (Νίκαια), la città si trasformò velocemente in un importante porto commerciale della costa ligure. Nicaea in età romana rimase sempre nella regione romana di Liguria. Nel 641 la provincia bizantina della Liguria fu conquistata dal re longobardo Rotari che creò il ducato della Liguria con Genova come capitale. In questo periodo venne fondato il monastero di Cimiez e in seguito l'abbazia di Saint-Pons. Nizza con tutta la Liguria farà parte quindi del Regno longobardo che diventerà poi con Carlo Magno il Regnum Italiæ. Fra il IX e X secolo la città lottò contro i Saraceni che mantenevano il controllo sull'entroterra.
Durante il Medioevo Nizza partecipò alle numerose guerre italiane mantenendo le sue libertà comunali. Come alleata di Pisa fu nemica di Genova, mentre tanto i re di Francia quanto gli imperatori del Sacro Romano Impero cercarono di portarla sotto il proprio controllo.
Nel XIII e XIV secolo la città cadde più volte sotto il dominio dei conti di Provenza, ma riguadagnò presto l'autonomia, pur se a prezzo di accordi con Genova. Nel 1388 il comune di Nizza si mise sotto la protezione della famiglia comitale di Savoia, guidata da Amedeo VII, in funzione antiprovenzale (contea di Nizza; dedizione di Nizza alla Savoia).
La città, ormai importante base marittima, soffrì durante la guerra del 1535 tra Francia e Impero, anche a causa dell'epidemia di peste; il conflitto ebbe termine con il Trattato di Nizza.
Dieci anni dopo la città respinse l'assedio franco-ottomano del 1543 ma fu costretta ad arrendersi al corsaro turco Khayr al-Din Barbarossa, che la saccheggiò. La peste ricomparve nel 1550 e nel 1580.
La lingua italiana fu lingua ufficiale di governo a Nizza sin dal 1561, mentre un periodo di prosperità ebbe avvio nel 1600, con l'apertura dei porti da parte del duca di Guisa. Nizza tornò ai Savoia nel 1699, per essere solo pochi anni dopo nuovamente assediata dai francesi nel 1705. Le libertà comunali furono abolite definitivamente dai sabaudi nel 1775. Nel settembre 1792 fu occupata dalle truppe della Francia repubblicana diventando quartier generale dell'esercito transalpino. Annessa ai territori francesi, divenne capoluogo del dipartimento delle Alpi Marittime. Durante questo primo periodo francese si registrarono alcune rivolte (barbetismo), represse dal generale franco-nizzardo Andrea Massena. Nel 1814 Nizza tornò sotto sovranità sabauda.

Nizza nel Ducato di Savoia en 1796.

Nizza nel Regno di Sardegna en 1843.

Nel 1860, in base agli accordi di Plombières siglati da Cavour due anni prima, Nizza fu ceduta alla Francia in cambio del riconoscimento da parte di Napoleone III delle annessioni al Regno di Sardegna nell'Italia centrale. Il passaggio di sovranità, confermato dal trattato di Torino, fu consacrato da un plebiscito confermativo, nonostante l'opposizione del nizzardo Giuseppe Garibaldi. Il centralismo francese portò in breve alla chiusura dei giornali in lingua italiana, come il famoso La Voce di Nizza, e alla francesizzazione dei cognomi dei residenti (da Medico a Médecin, etc), mentre Nizza passò a dipendere istituzionalmente da Marsiglia. Più di un quarto della popolazione abbandonò la città per mantenere la cittadinanza sabauda (esodo nizzardo), mentre tra i rimasti serpeggiava il malcontento.
Nel 1871, dopo la sconfitta francese nella guerra franco-prussiana, le liste filo-italiane ottennero la quasi totalità dei voti alle elezioni generali (26 534 voti su 29 428 voti espressi), e i filo-italiani scesero in strada al grido di Viva Nizza, Viva Garibaldi. Il governo francese inviò a Nizza 10 000 soldati, chiuse il giornale Il Diritto e incarcerò molteplici irredentisti. La popolazione di Nizza si sollevò dall'8 al 10 febbraio ma la rivolta fu repressa dalle truppe francesi (vespri nizzardi). Il 13 febbraio Garibaldi, cui era stato negato di prendere la parola davanti al parlamento francese riunito a Bordeaux per rivendicare la riunificazione del Nizzardo alla madrepatria italiana, si dimise da deputato. Il fallimento dei Vespri portò all'espulsione degli ultimi intellettuali irredentisti da Nizza.
La Belle Époque fece di Nizza una delle mete del turismo di alto bordo in Europa, anche grazie all'arrivo dell'elettrificazione. Vi affluirono nobili tedeschi, austriaci e russi per godere del mite inverno della riviera. Con la rivoluzione russa furono poi in molti a trasferirvisi in pianta stabile. L'arrivo di immigrati provenienti da ogni parte della Francia e dall'estero sommerse l'antico nucleo etnico nizzardo. Il rapporto con l'Italia si allentò sempre più fin quasi a scomparire negli anni trenta e quaranta del Novecento, complice anche la seconda guerra mondiale e l'aggressione nazifascista alla Francia.
Nel settembre 1939 Nizza divenne rifugio di molti stranieri sfollati, in particolare ebrei in cerca di un passaggio verso le colonie francesi in Nord Africa e verso le Americhe. Dopo il luglio del 1940 e l'instaurazione del regime di Vichy, le aggressioni antisemite accelerarono l'esodo, iniziando nel luglio 1941 e continuando fino al novembre 1942, quando Nizza fu occupata dalle truppe italiane. La popolazione nizzarda, molti dei quali erano recenti immigrati di discendenza italiana, mostrò una certa ambivalenza verso le forze di occupazione.
All'indomani dell'8 settembre 1943 Nizza fu occupata dalle forze tedesche, con un intensificarsi della resistenza nizzarda. Nizza fu anche pesantemente bombardata il 26 maggio 1944 da aerei americani (1 000 morti o feriti e più di 5 600 persone senza fissa dimora) e subì la carestia dell'estate del 1944. La città fu liberata dai paracadutisti americani il 30 agosto 1944 (Operazione Dragoon).
Nella seconda metà del XX secolo, Nizza ha goduto di un boom economico principalmente guidato dal turismo e dalle costruzioni, segnato dall'amministrazione di Jean Médecin, sindaco per 33 anni dal 1928 al 1943 e dal 1947 al 1965, e del figlio Jacques Médecin, sindaco per 24 anni dal 1966 al 1990 (in seguito condannato per corruzione). Negli anni sessanta Nizza è stata una delle destinazioni dei Pieds-noirs, gli ex coloni francesi espulsi dall'Algeria, tra cui anche molti italo-algerini, il cui arrivo modificò la composizione sociale e demografica della città. Il 16 ottobre 1979 due tsunami colpirono la costa occidentale di Nizza, facendo tra le 8 e le 23 vittime.
Il 14 luglio 2016 Mohamed Lahouaiej-Bouhlel investì volontariamente con un camion la folla che osservava i fuochi d'artificio sulla Promenade des Anglais in occasione della festa nazionale francese. In questo attacco terroristico rimasero uccise 87 persone, tra le quali anche l'attentatore abbattuto dalla polizia, e altre 458 rimasero ferite. Il 29 ottobre 2020 la basilica di Notre Dame di Nizza è stata teatro di un attentato dove hanno trovato la morte tre persone.
Nel luglio 2021 Nizza è stata proclamata dall'UNESCO patrimonio dell'umanità come “città di villeggiatura d’inverno della Riviera”.

## Monumenti e luoghi d'interesse

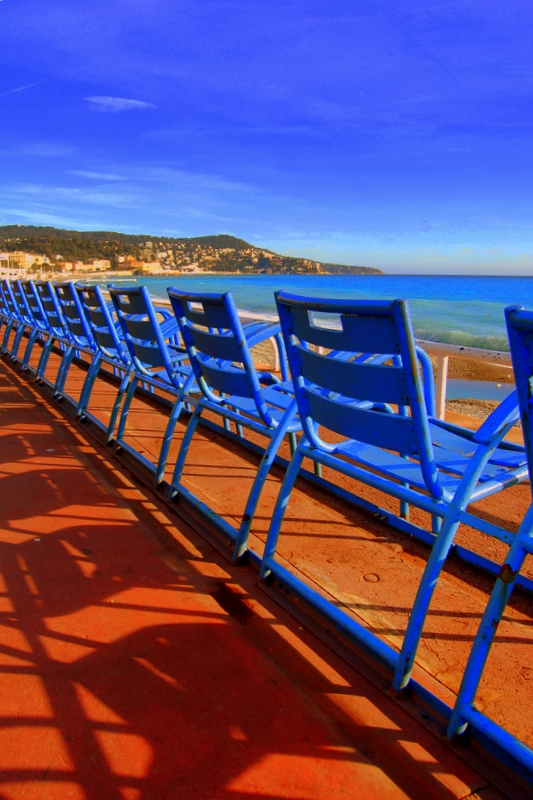
Le "seggiole blu" sulla Passeggiata degli Inglesi

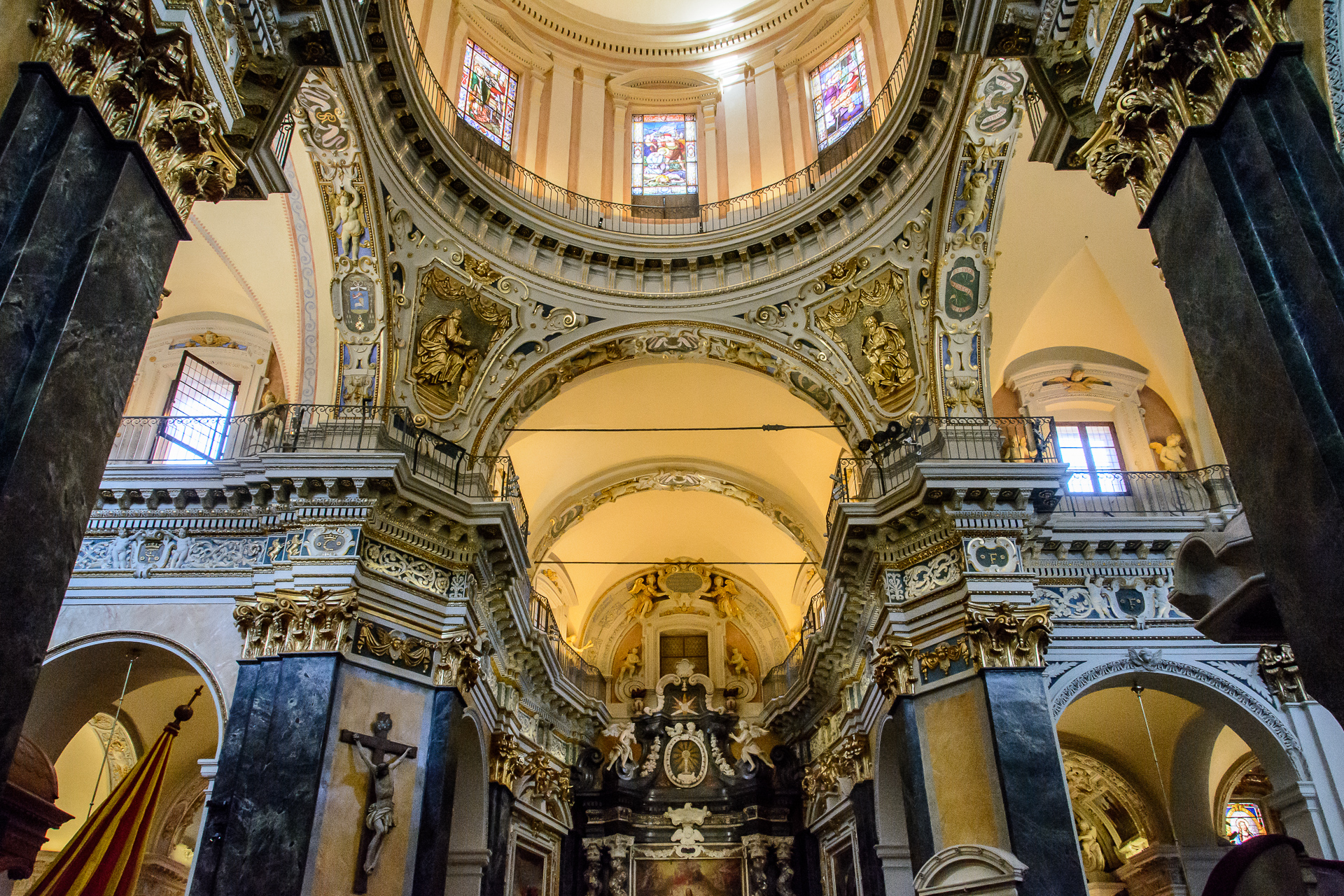
Interno della cattedrale

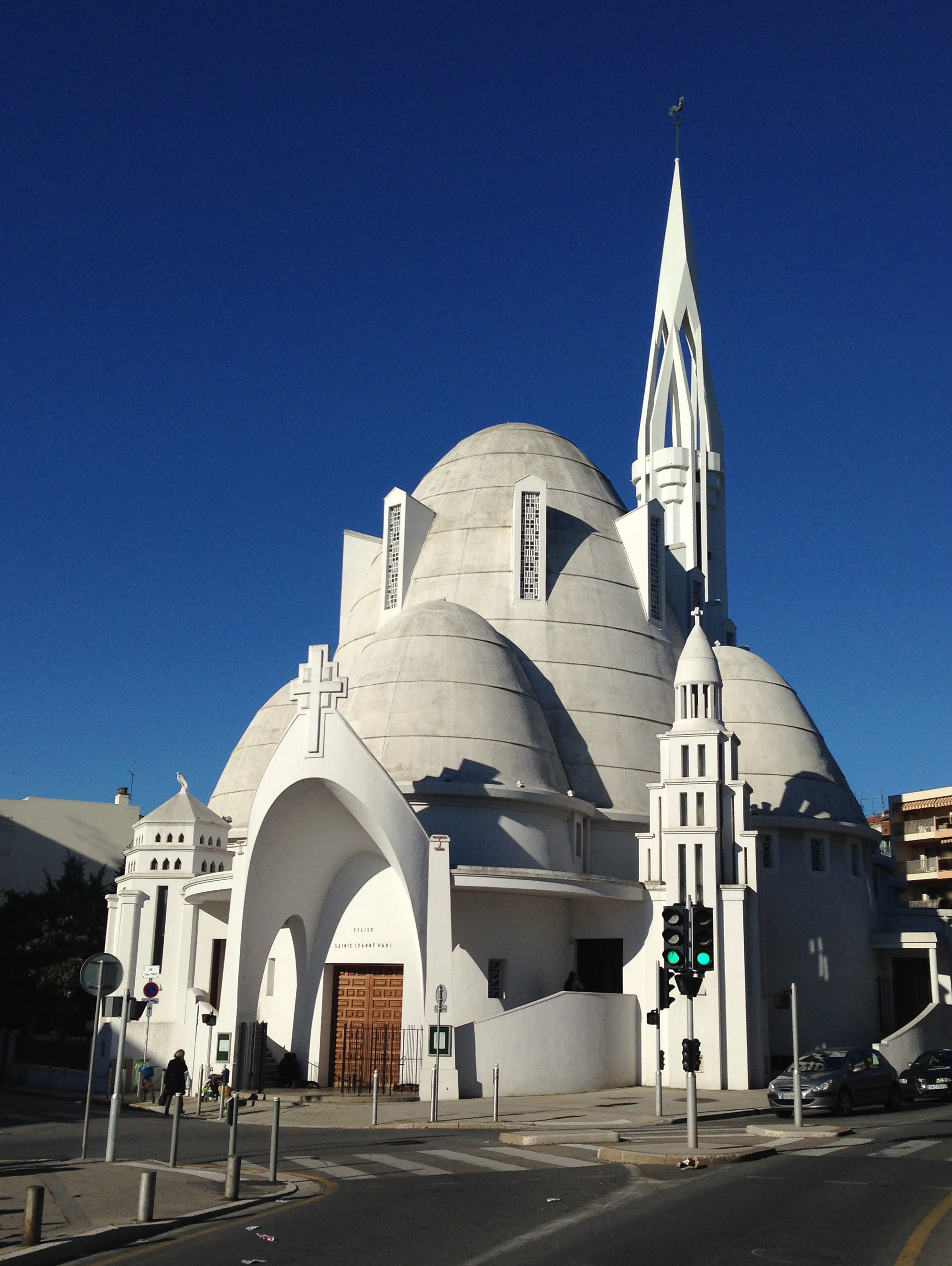
La chiesa di Santa Giovanna d'Arco

### Architetture religiose
Cattedrale di Santa Reparata
È la chiesa principale di Nizza, eretta in stile barocco fra il 1650 e il 1699 e monumento storico di Francia dal 1906.
Basilica di Notre-Dame
È la chiesa più grande di Nizza, eretta in stile neogotico dopo l'annessione della città da parte della Francia.
Chiesa russa ortodossa di San Nicola
Chiesa cristiano-ortodossa realizzata nel 1912 a imitazione della Cattedrale di San Basilio di Mosca per servire il grande numero di nobili russi che nel XIX secolo svernavano a Nizza per sfuggire ai rigori dell'inverno.
Chiesa di San Rocco
È una chiesa di culto cattolico dichiarata nel 1984 monumento storico di Francia. Fu fatta costruire dagli abitanti di Nizza nel 1631 dopo la pestilenza.
Chiesa dell'Immacolata Concezione
Chiesa di culto cattolico nota anche come Nostra Signora del Porto.
Chiesa di San Giacomo Maggiore
Costruita nel Seicento è conosciuta anche come chiesa del Gesù.
Chiesa di San Francesco di Paola
Costruita nello stile neoclassico durante la dominazione piemontese.
Chiesa dei Santi Martino e Agostino
Una delle chiese più antiche di Nizza, vi fu battezzato Giuseppe Garibaldi nel 1807.
Abbazia di San Ponzio
Uno dei più antichi complessi monastici della Costa Azzurra, è oggi sede di un ospedale.
Chiesa dell'Annunciazione
Situata nel cuore del centro storico, è una delle più antiche della città.
Cappella della Misericordia
Rappresenta il massimo esempio dell'architettura barocca in città. Fu progettata dall'architetto Bernardo Antonio Vittone.
Cappella della Santissima Trinità e della Santa Sindone
Luogo di culto della prima metà del XIX secolo

### Architetture civili
Palazzo Lascaris
Costruito nella prima metà del Seicento in stile barocco genovese, appartenuto alla famiglia Lascaris di Ventimiglia di origine levantina è stato acquisito dal comune di Nizza nel 1942 diventando in seguito uno dei più importanti spazi museali dedicato anche a mostre temporanee. Si trova nella città vecchia.
Palazzo della Prefettura
Dimora dei duchi di Savoia e delle autorità piemontesi in epoca sabauda.
Torre dell'Orologio
Più volte distrutta nel corso dei vari assedi che sostenne Nizza fu costruita nelle forme attuali nella prima metà del XVIII secolo.
Tête carrée
Di rilievo l'edificio della biblioteca Louis Nucera, esempio di architettura moderna realizzato dall'architetto Sacha Sosno nel 2002: l'aspetto esteriore del fabbricato rappresenta una testa umana stilizzata con fattezze squadrate. La struttura è interamente realizzata in alluminio.
Arco di 115.5°
Si tratta di una scultura metallica realizzata nel 1988 dall'artista Bernar Venet situata negli spazi verdi dei "Giardini di Alberto I", in prossimità di Place Masséna. Essa rappresenta un arco di metallo alto oltre 19 metri.

### Vie e piazze
Passeggiata degli Inglesi

La promenade des Anglais è l'elegante lungomare di Nizza, che rappresenta un luogo d'incontro e di passeggio per turisti e cittadinanza locale. È formata da due direttrici stradali, direzione est-ovest e ovest-est, e da una larga zona pedonale a ridosso della spiaggia. Sulla passeggiata si affaccia l'Hôtel Négresco.
Il lungomare è spesso luogo di manifestazioni, esibizioni musicali, bancarelle nonché eventi quali il Carnevale di Nizza e la "Battaglia dei fiori". Tipiche sono le sue "seggiole blu" (chaises bleues), dov'è possibile sedersi e godersi la brezza marina. Nel luglio 2016 è diventata tristemente nota per essere stata teatro della strage di Nizza. 
Place Masséna
È una delle piazze più rappresentative di Nizza e ospita La conversazione, gruppo di sette opere d'arte moderna di Jaume Plensa dedicate ai sette continenti, un monumento alla Costa Azzurra e una grande fontana (Fontana del Sole).
Piazza Garibaldi
È la piazza più antica di Nizza, i palazzi che la circondano furono edificati secondo i canoni dell'architettura sabauda. Al suo interno è presente una statua di Giuseppe Garibaldi, nativo di Nizza, rivolta verso l'Italia.

## Società

### Evoluzione demografica
Nel 1990 la popolazione della città era di 324 700 abitanti, che salgono a 888 784 abitanti (censimento del 1999) se si considera l'intera area urbana.
La sua area metropolitana conta all'incirca un milione di abitanti.
Abitanti censiti

### Etnie e minoranze straniere
Attualmente, circa il 35% della popolazione è di origine straniera, prevalentemente dal Magreb o dall'Africa subsahariana.
Esiste anche una numerosa comunità russa, composta da discendenti di esuli e rifugiati politici zaristi fuggiti dalla Russia dopo la rivoluzione. Importanti anche le comunità italiane, portoghesi, spagnole e turche.

### Lingue e dialetti
La lingua autoctona della città è il niçard o nissart (niçart), generalmente considerato una varietà del provenzale, quindi appartenente all'area occitana, ma influenzato in età medievale dal ligure e, successivamente, dal piemontese e dall'italiano, che per lungo tempo fu lingua di cultura a Nizza e nella sua contea. Molti nizzardi, orgogliosi della propria specificità idiomatica, avendo sviluppato, soprattutto in ambito lessicale, caratteristiche affatto peculiari, come la presenza di numerosi arcaismi e di non pochi termini mutuati dalle parlate gallo-italiche (ligure e piemontese) e dall'italiano, senza contare la grafia italiana utilizzata per secoli, percepiscono la propria lingua come un idioma a sé stante nell'ambito dello Stato di attuale appartenenza, e pertanto segno distintivo di identità etnica nei confronti di una popolazione sempre più multinazionale e francofona formatasi dopo il 1861. I cartelli della toponomastica della città vecchia sono bilingui: riportano l'indicazione in francese e in nizzardo (es.: rue Sainte Marie/Carriera Santa Maria); a volte si riferiscono invece al vecchio nome (Quai des Etats-Unis/Riba dou Miejou). Nizza possiede un inno non ufficiale, Niça la Bella, cantato in nizzardo.
La lingua italiana, un tempo lingua di cultura e di amministrazione, è ancora oggi molto utilizzata e compresa da buona parte della zona, anche per la vicinanza del confine italo-francese. Dall'aprile 2003 al dicembre 2008 è stato pubblicato in lingua italiana il mensile Il Corriere della Costa Azzurra. Dal 2007, per un paio d'anni, il quotidiano nizzardo Nice-Matin ha pubblicato un'edizione settimanale in lingua italiana, dal titolo 7 Giorni. Entrambe le pubblicazioni sono state sospese per motivi economici. Dal 2017 viene trasmesso via web "Radio Nizza", radio podcast in italiano, e a partire dallo stesso anno viene pubblicato il blog aperiodico in italiano "NiceNizza", entrambi dedicati a notizie ed eventi di Nizza e della Costa Azzurra. Fra le scuole di Nizza sono presenti anche cinque sezioni italiane (una sezione di scuola primaria e quattro di scuole secondarie). In città è presente anche la Società Dante Alighieri che ha lo scopo di tutelare e diffondere la lingua e la cultura italiana nel mondo.

## Cultura

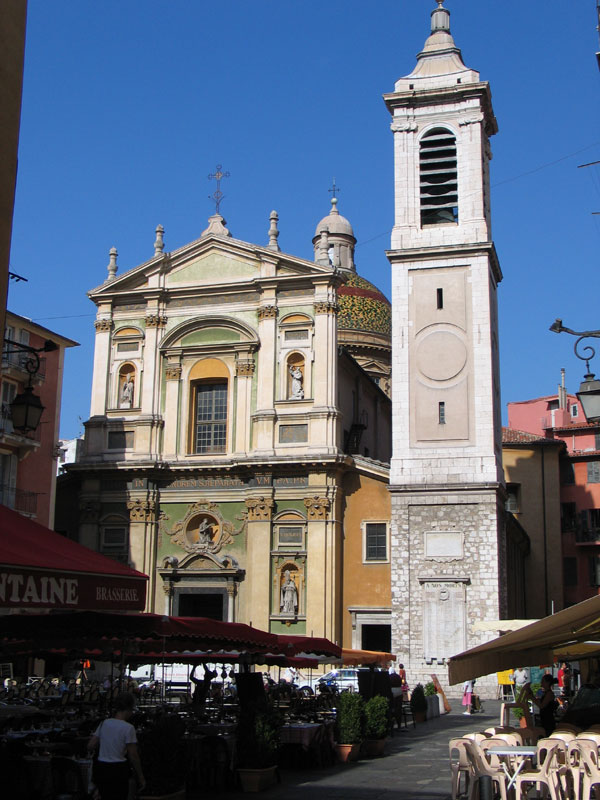
La Cattedrale di Nizza (Santa Reparata), dalle belle forme barocche, si ispira alla chiesa di Santa Susanna di Roma

### Architettura
Nizza e il suo territorio presentano un ricco patrimonio architettonico e artistico dominato, fino alla metà del XIX secolo, da forme italiane importate o elaborate da artisti locali secondo canoni estetici che traevano ispirazione da quelli peninsulari (esemplare il caso del nizzardo Ludovico Brea). Alla fine dell'Ottocento, e ancor più nei primi decenni del secolo successivo, s'impone uno stile liberty dal respiro internazionale. Così se nel centro storico di Nizza predomina incontestabilmente il barocco o tardo barocco italiano (soprattutto in molti edifici religiosi) e un neoclassicismo molto vicino a quello torinese, caso unico in Francia, la parte più residenziale e moderna è contraddistinta dallo sfarzo di un eclettismo raffinato che si impone al visitatore.

### Teatri

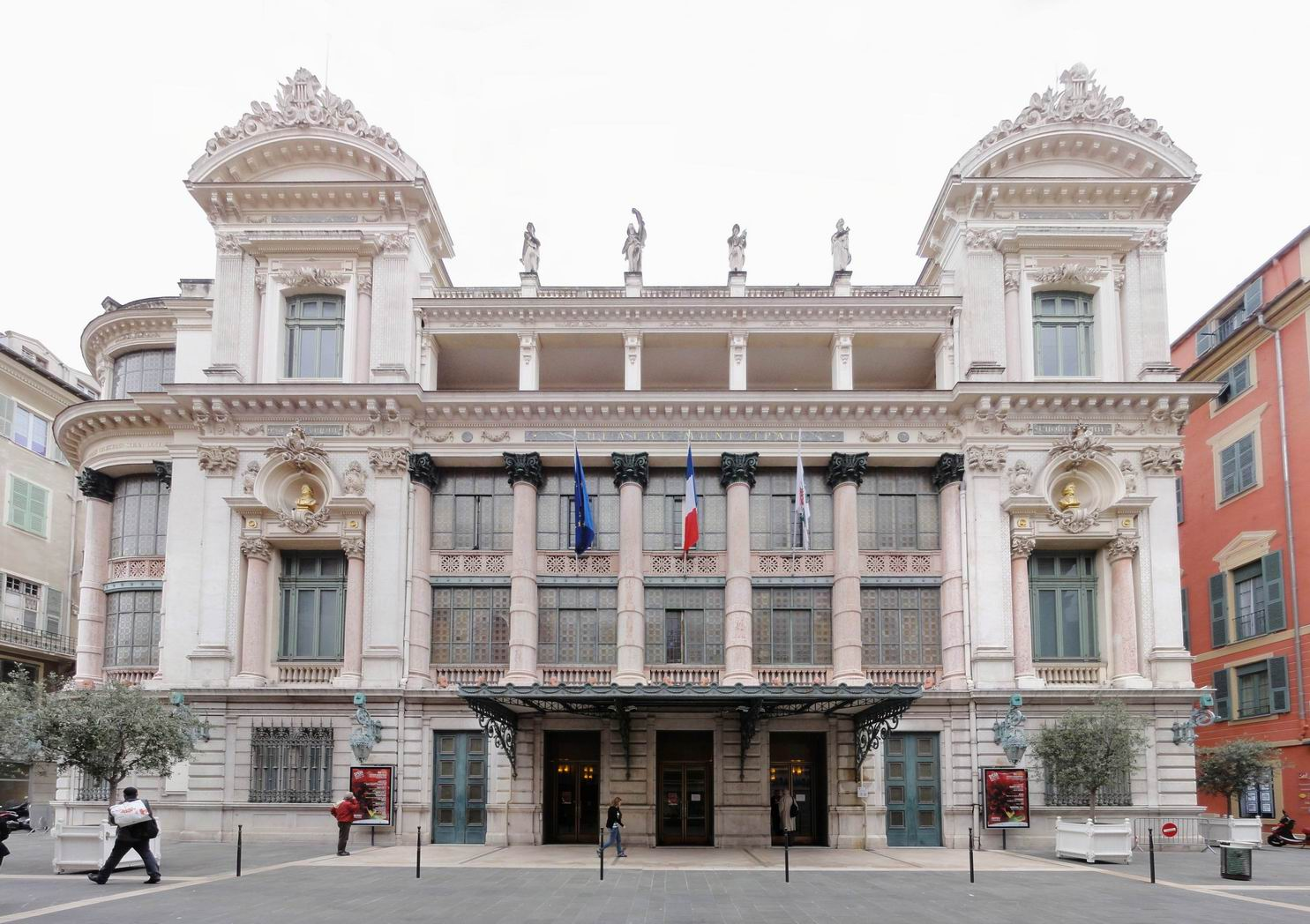
Teatro dell'Opera di Nizza

- Teatro dell'Opera di Nizza. Il Teatro dell'Opera è uno scenografico edificio eretto nel 1882 dall'architetto François Aune, il cui progetto venne avallato da Charles Garnier.

Nizza è celebre per aver avuto in passato l'Opera più prestigiosa di Francia dopo quella di Parigi. Fino alla seconda metà degli anni ottanta dell'Ottocento, quando la città è stata già ceduta alla Francia da quasi un trentennio, tutte le rappresentazioni sono date in lingua italiana, anche quelle, tradotte, di autori francesi. È necessaria una delibera del Consiglio municipale (agosto 1887) per rovesciare la situazione e imporre la lingua francese in ambito melodrammatico. Ciò nonostante il grand-opéra allo stile francese stenta a imporsi in città ed è necessario tutto il carisma del parigino Albert Wolff, direttore artistico dell'Opera di Nizza, per renderlo più popolare negli anni trenta, quando però il genere può considerarsi oramai storicizzato.

### Musei
Alcuni musei importanti a Nizza sono:
- Il Museo di Belle Arti, Avenue des Baumettes
- Il Museo nazionale messaggio biblico di Marc Chagall, Avenue Docteur Ménard
- Il Museo Matisse, Avenue des Arènes de Cimiez 164
- Il Museo d'arte moderna e contemporanea, Promenade des Arts
- Il museo d'arte e di storia - Palazzo Masséna, 65 rue de France, Nizza

E nella regione:
- Il museo Picasso ad Antibes
- Il museo di Renoir a Cagnes-sur-Mer
- La Fondazione Maeght e la tomba di Marc Chagall a Saint-Paul de Vence

### Carnevale di Nizza
Il carnevale di Nizza è uno dei più antichi d'Europa ed è patrimonio immateriale sostenuto dall'UNESCO. Ci sono documenti che attestano che qui si celebrava il carnevale già nel 1294, ma è dal 1873 che la festività viene celebrata con carri, spettacoli e divertimento. Ogni anno vengono organizzate tantissime parate durante il periodo del carnevale e le più famose sono le parate serali, la battaglia dei fiori e "Lu Queernaval", ovvero il carnevale LGBTQ+ di Nizza.

### Università
La città è sede dell'Università Côte d'Azur, istituita nel 2019 al posto dell'università di Nizza Sophia-Antipolis.

### Altre istituzioni culturali
L'Osservatorio astronomico di Nizza è stato inaugurato nel 1887.

### Cinema nizzardo
- Nel 1930 il regista nizzardo Jean Vigo ha girato a Nizza il documentario A proposito di Nizza, ritratto non convenzionale della città considerato un classico del cinema d'avanguardia
- Nel 1943-1944, durante l'occupazione italiana, vi è stato girato, in massima parte, il film di Marcel Carné Gli amanti perduti (Les enfants du paradis)
- Caccia al ladro di Alfred Hitchcock (1955)
- Beato fra le donne (1970) di Serge Korber
- Effetto notte (1973) di François Truffaut
- Il giorno dello sciacallo (1973) di Fred Zinnemann. In una sequenza si vede l'Hôtel Negresco.
- Under The Cherry Moon (1986) film musicale di Prince.
- The Transporter (2002) è, nella parte iniziale, girato in Costa Azzurra.
- Ronin di John Frankenheimer (1998)
- Magic in the Moonlight (2014) di Woody Allen. Una sequenza è girata al teatro dell'Opera di Nizza.
- Absolutely fabulous (2016)

### Cucina

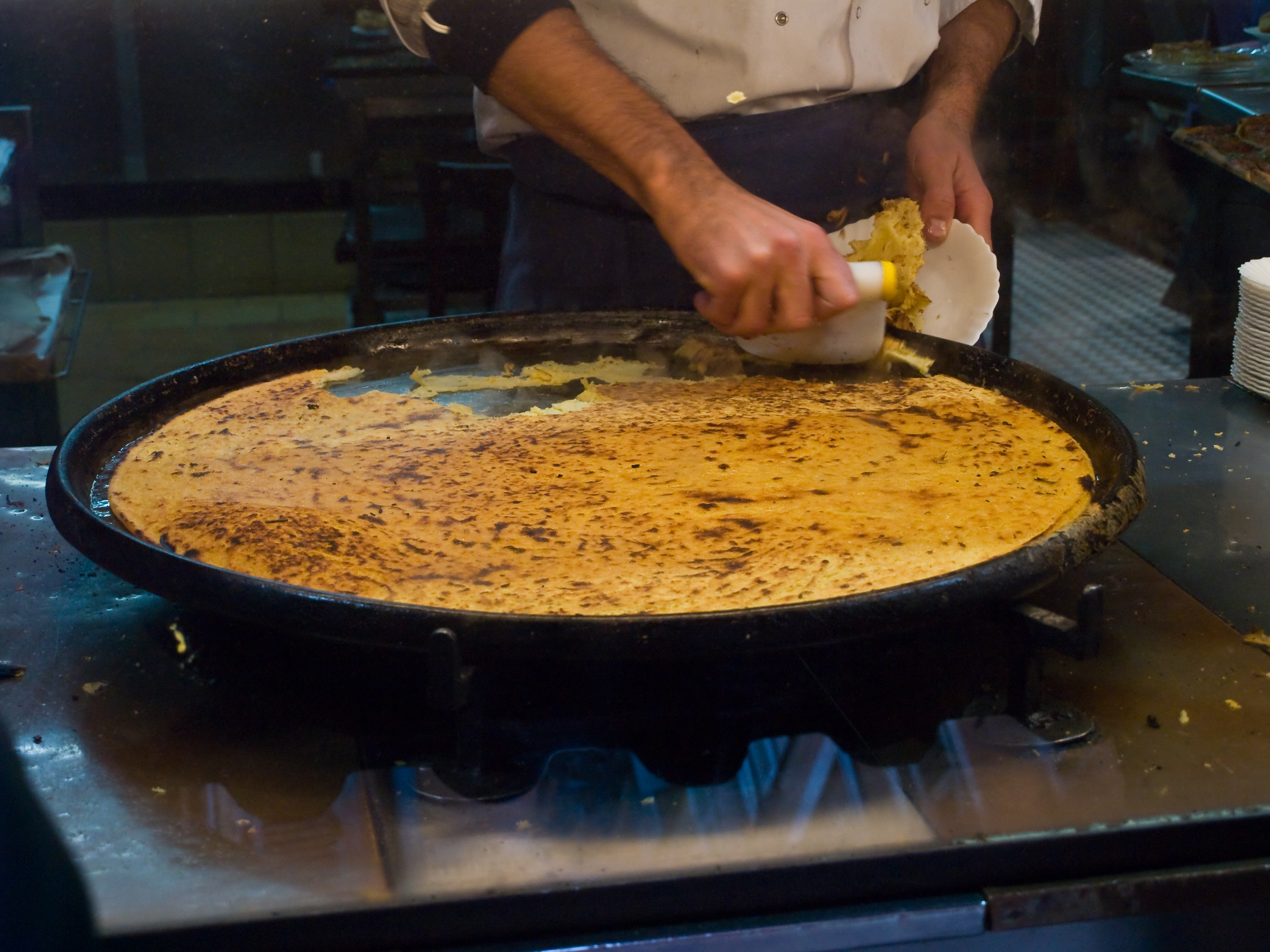
Socca di Nizza

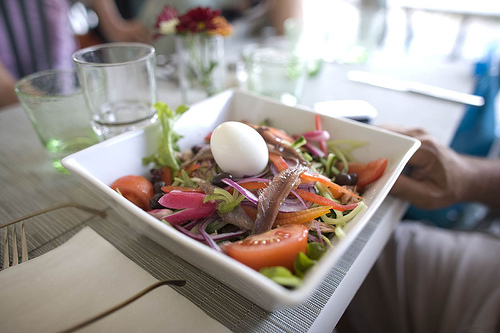
Salade niçoise

Se la civiltà provenzale (di matrice occitana) è stata secolarmente emarginata, riemerge tuttavia in tante manifestazioni della cultura popolare: nella musica, nelle feste, in cucina. La cucina tradizionale nizzarda presenta infatti, accanto a molti piatti che hanno un'origine locale (fra cui la celebre salade niçoise, il pan bagnat, lu farçun, ecc.) o italiana (polenta, socca, grattakeka) anche un buon numero di piatti provenzali, fra cui la doube provençal, a base di carne di manzo e vino rosso. Nizza è anche l'unica città d'oltralpe dove le paste fatte in casa, generalmente di discreto livello qualitativo, sono elaborate da sempre sul posto e godono di grande popolarità. La grande assente dalla cucina tradizionale della città è la gastronomia francese (di area non provenzale), che però negli ultimi decenni è andata ad affiancarsi a quella locale sia in ambito familiare che turistico.
La cucina della zona si è conservata, sino ad oggi, completamente e tipicamente italiana e ha un carattere molto mediterraneo influenzata dalla vicina cucina ligure. Alcuni dei suoi piatti tipici sono:
- Beignets de fleurs de courgettes, fiori di zucchina ripieni
- Daube niçoise, spezzatino di manzo, specificatamente di guancia
- Farcis niçois, verdura cotta ripiena
- Pan bagnat, panino farcito
- Aïoli, salsa maionese a base di aglio
- Pichade, torta salata al pomodoro molto simile alla pizza
- Pissaladière, torta salata
- Poche de veau farcie "lou piech", saccoccia di vitello farcita
- Ratatouille, verdura mista cotta
- Raviolis niçois, ravioli nizzardi
- Salade niçoise, insalata mista
- Socca, torta salata a base di ceci
- Soupe au pistou, zuppa di verdure al pesto
- Tourte de blettes, torta dolce o salata a base di bietola.

### Parata dei fiori

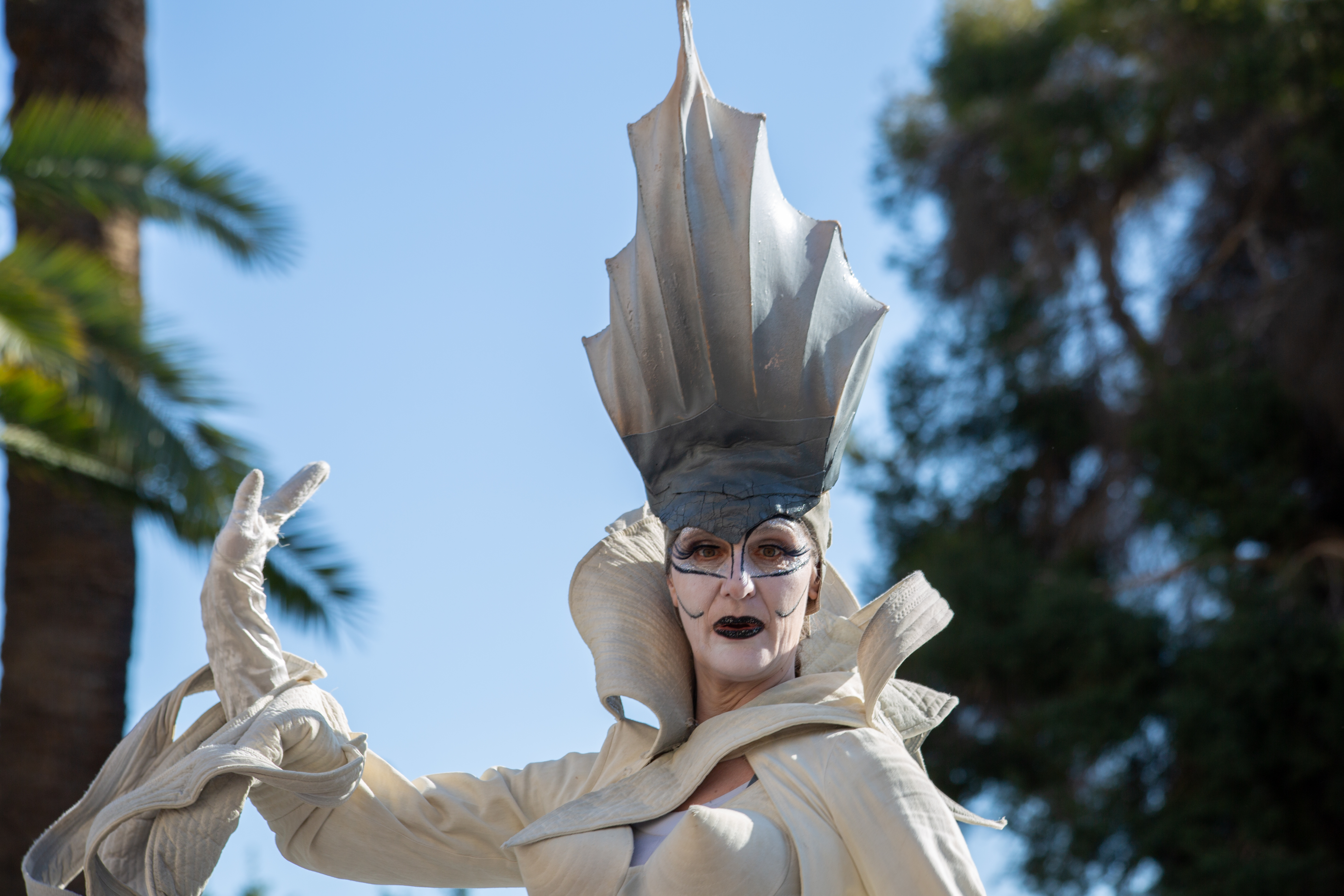
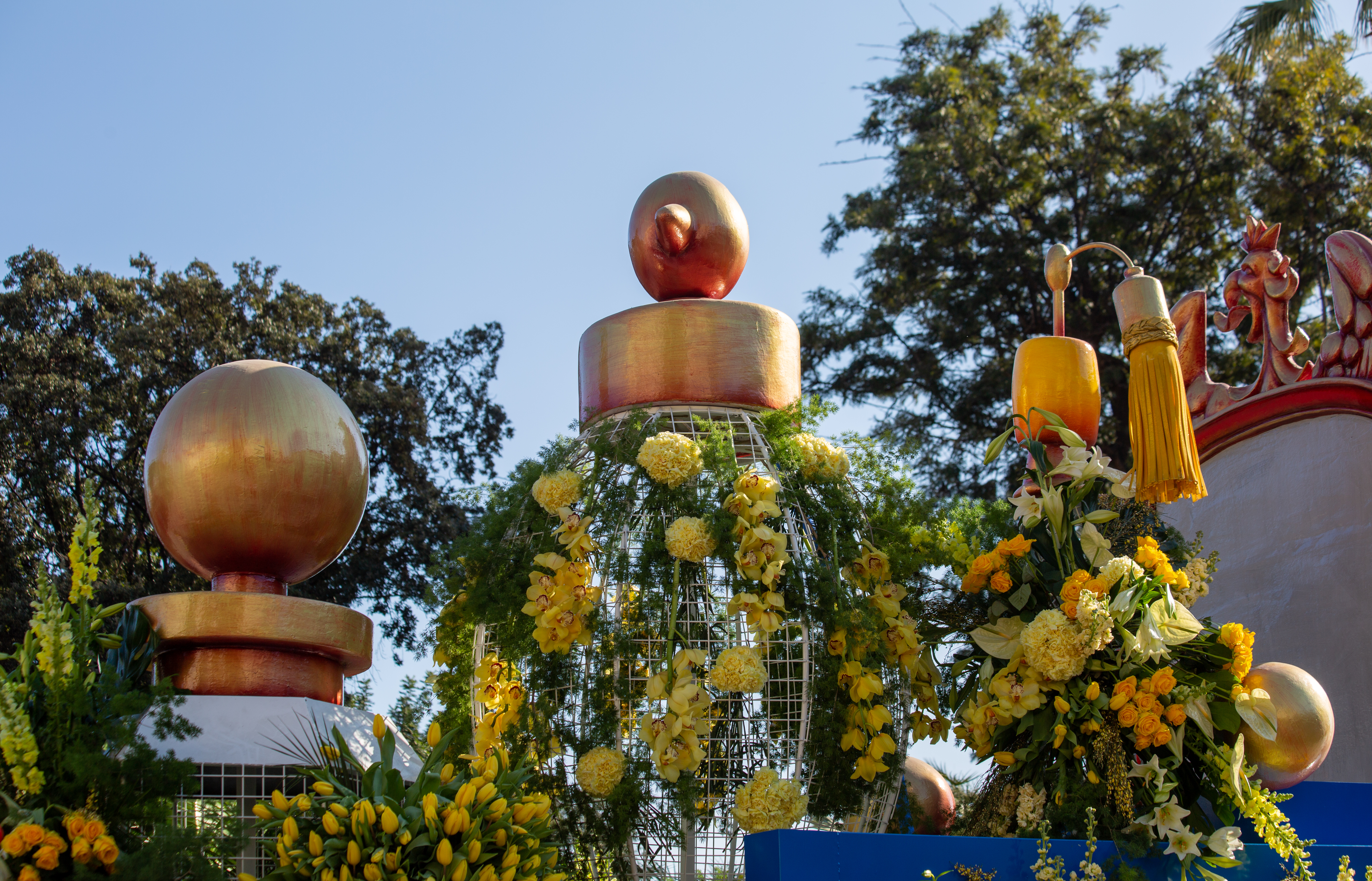
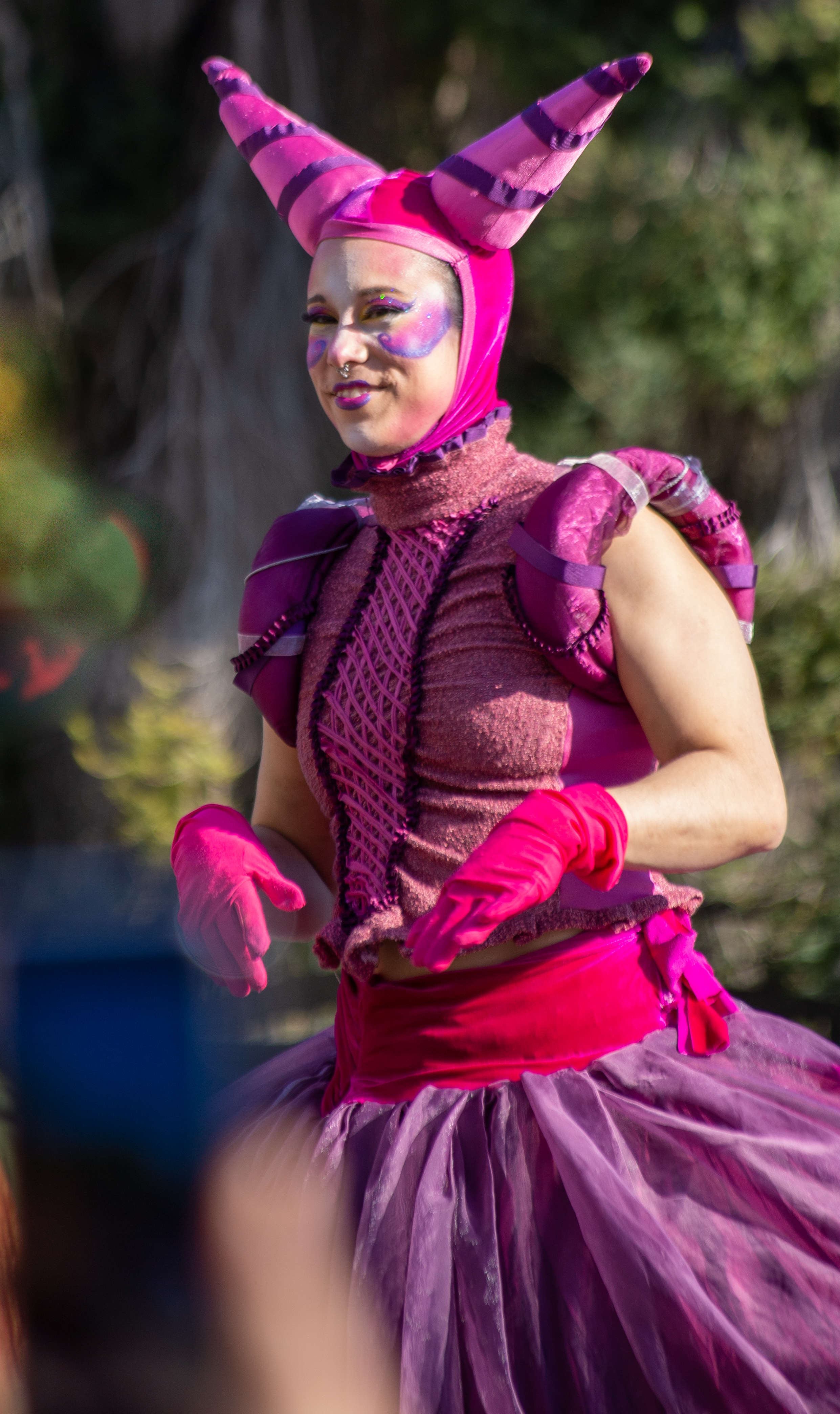
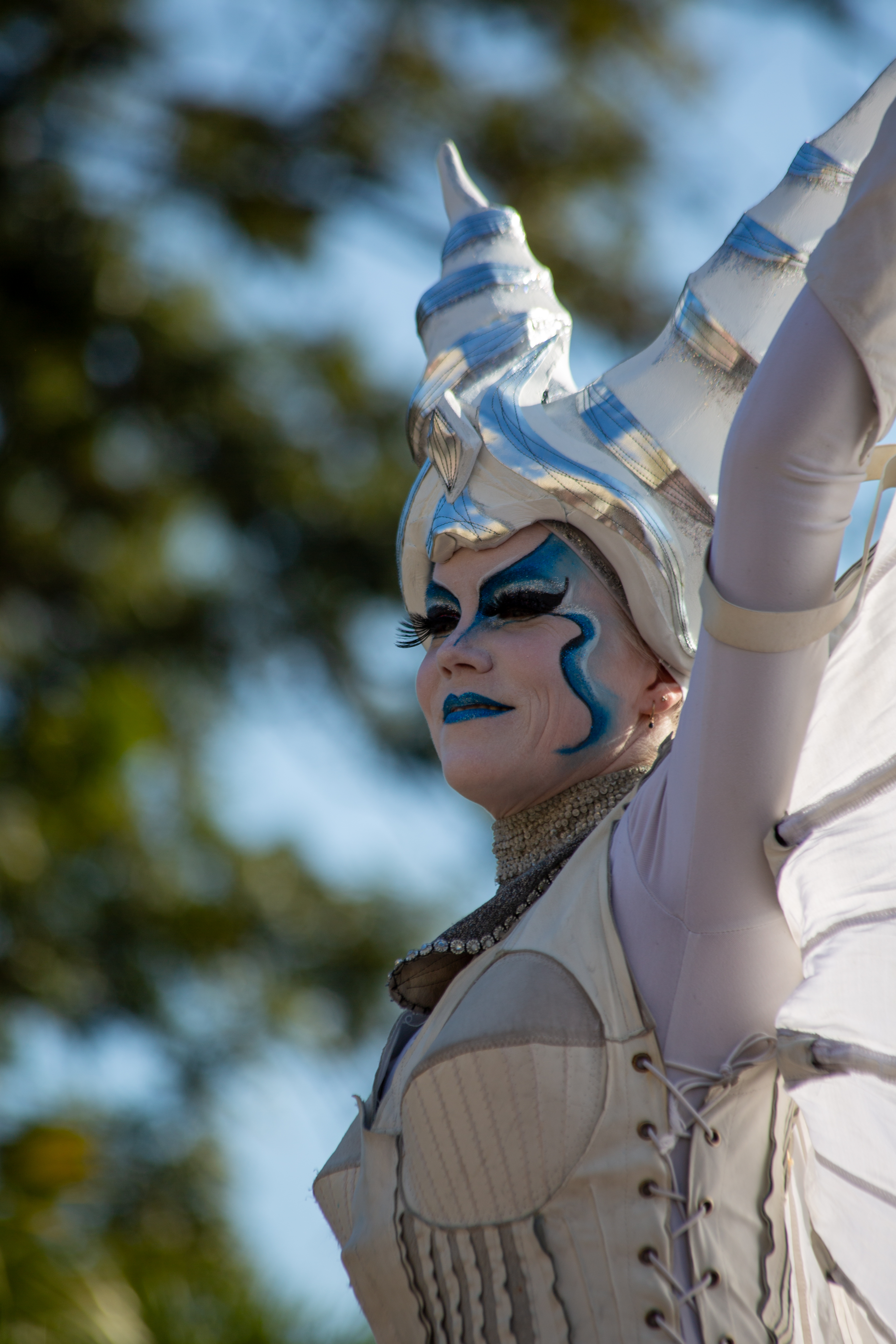
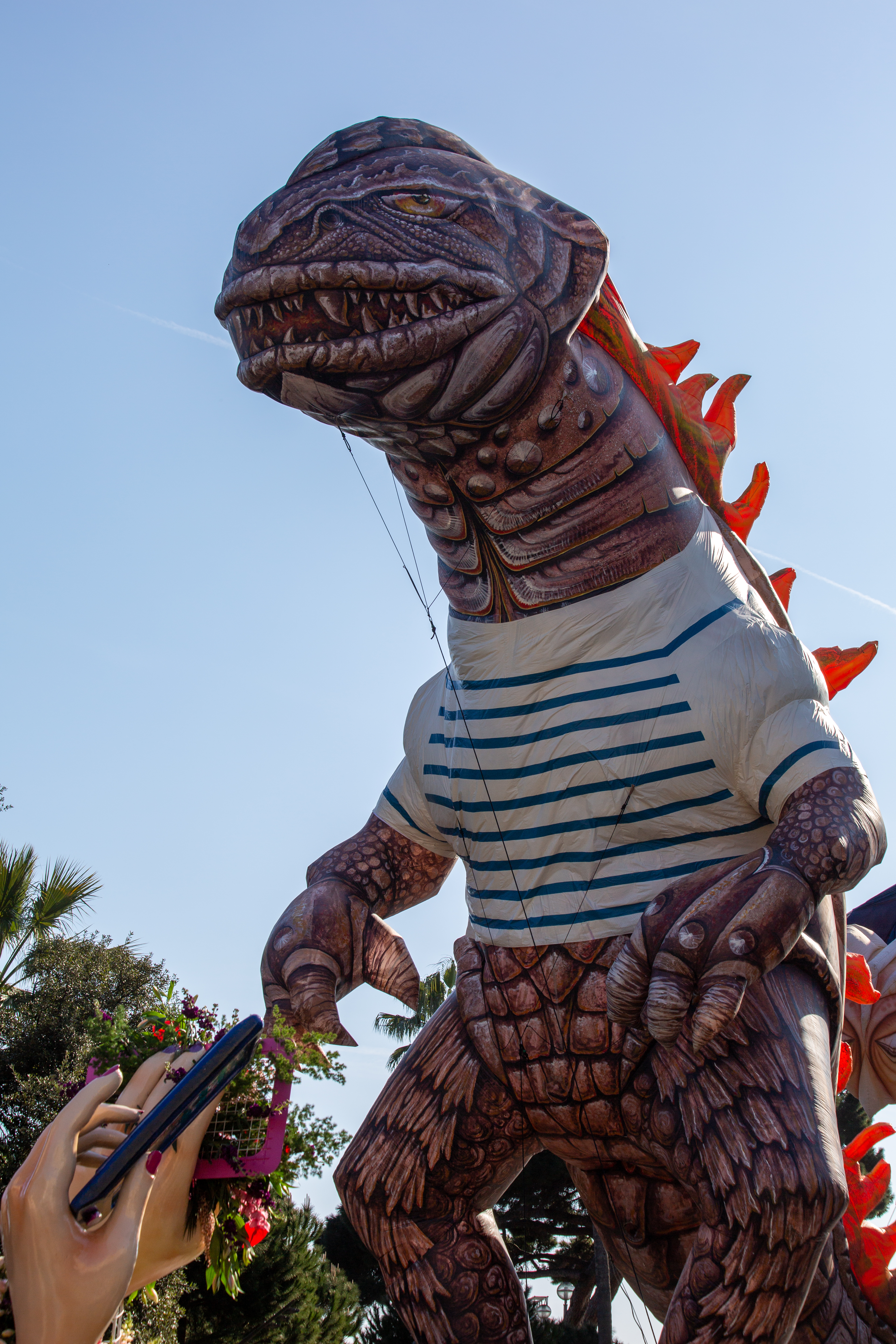
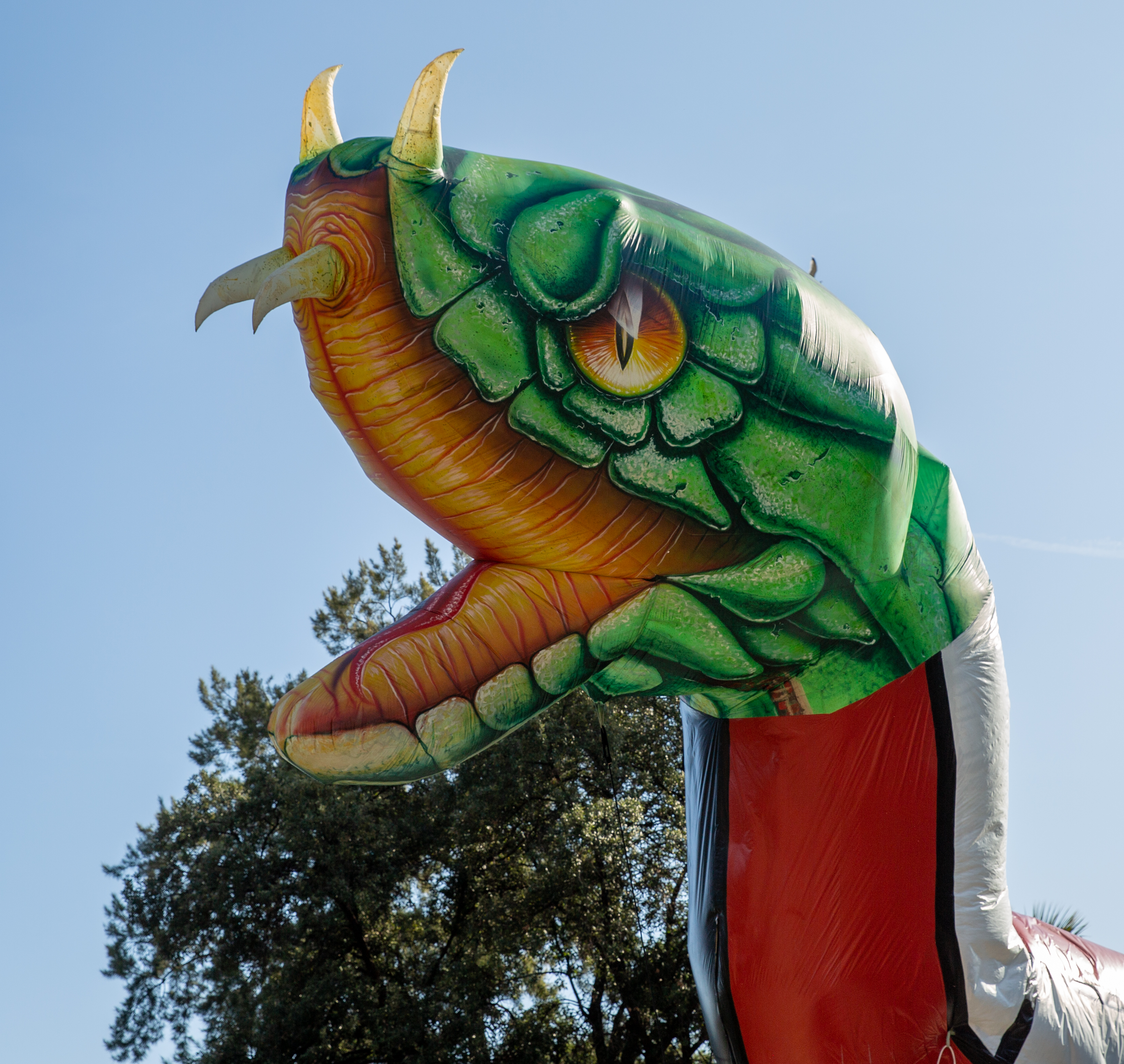
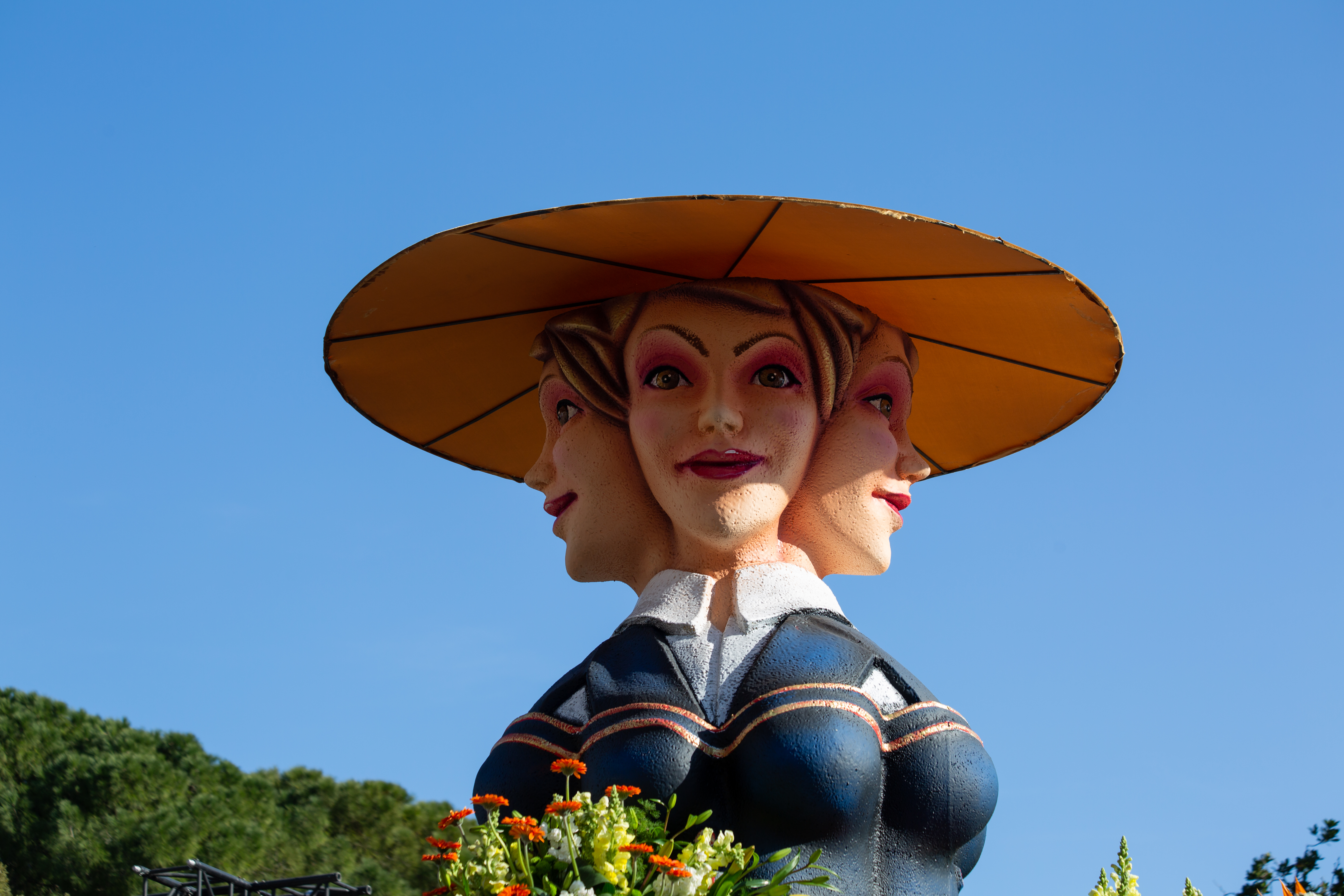
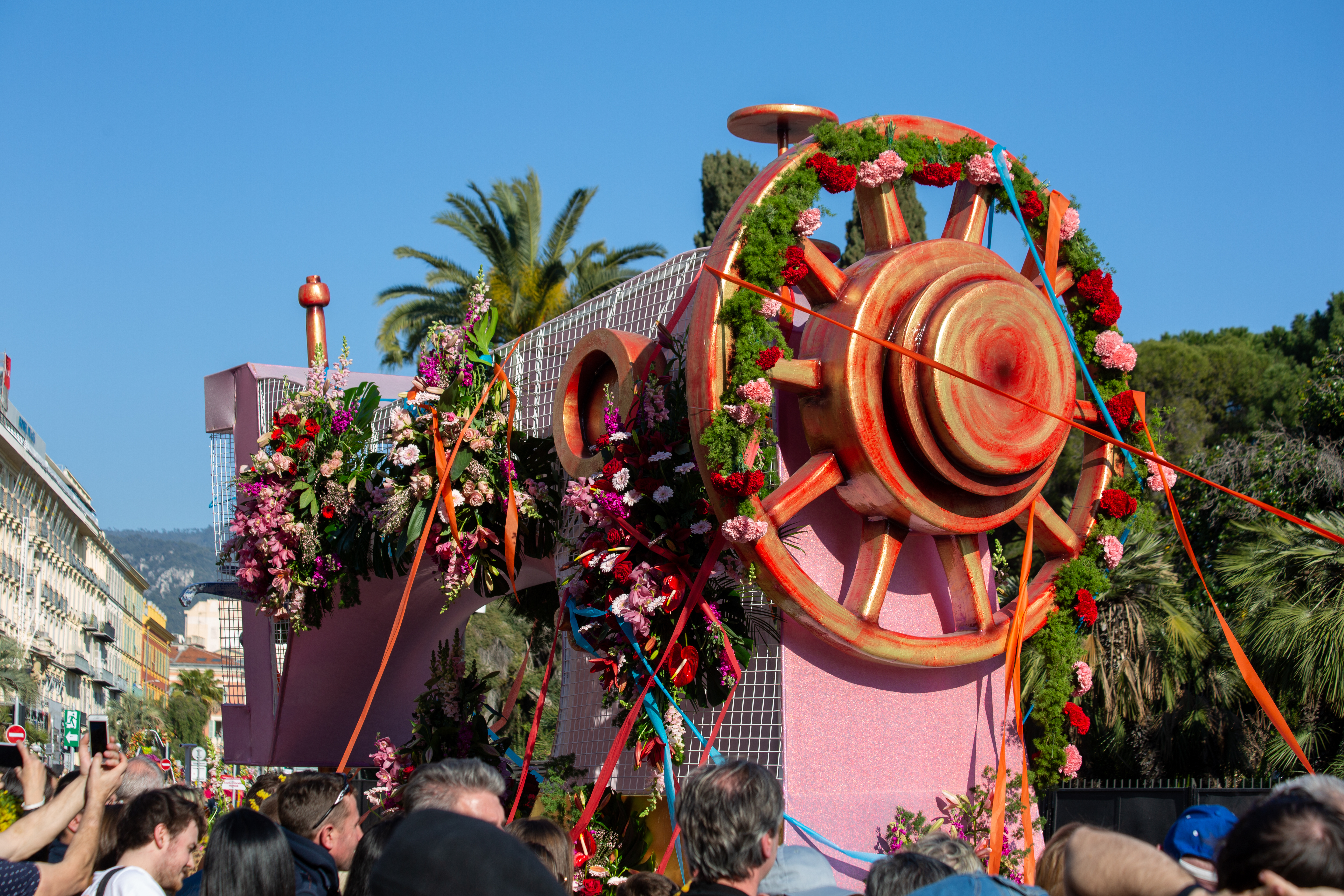
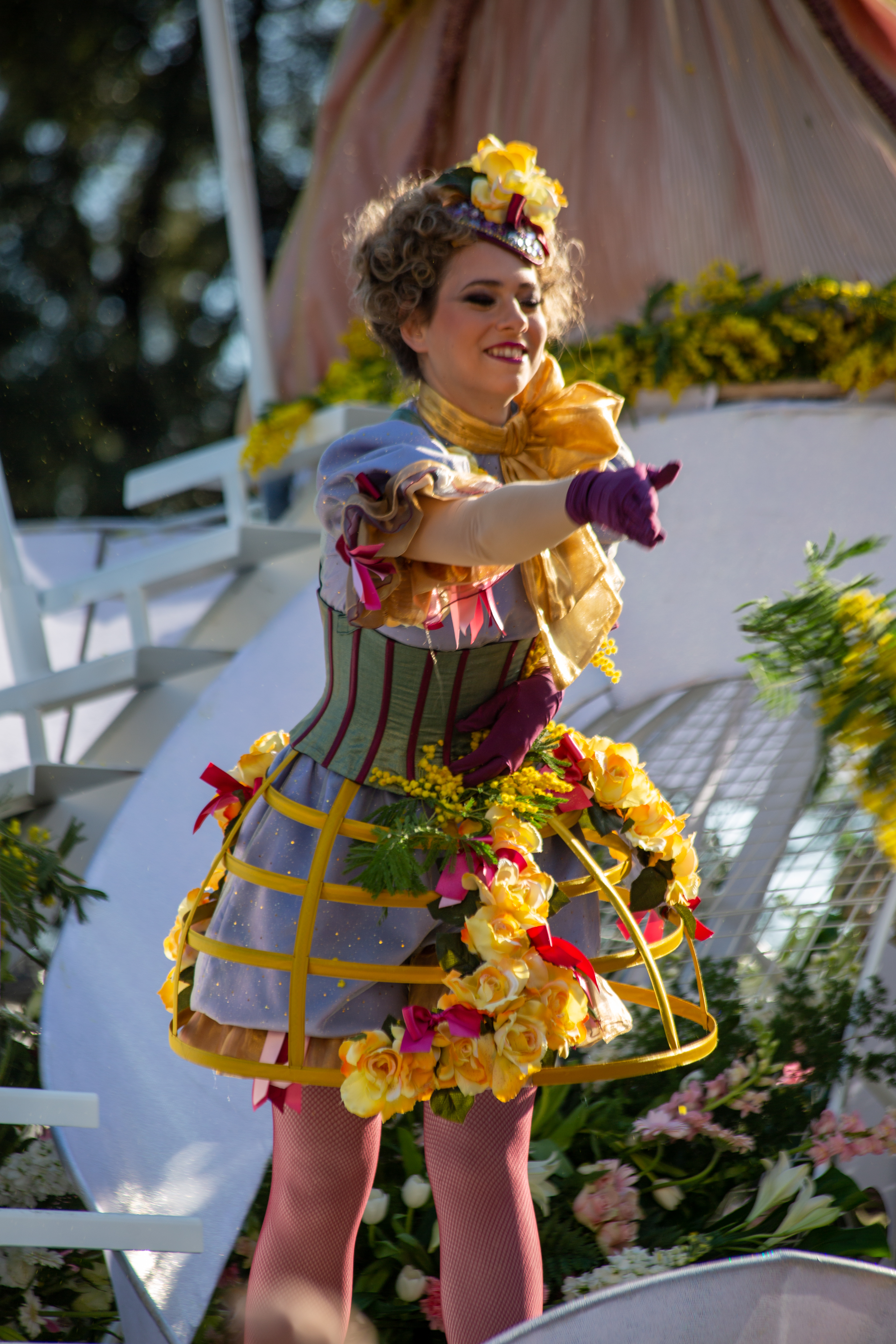

### Musica
La vita musicale a Nizza è chiaramente dominata dalla musica classica e barocca.
L'Opera di Nizza apparve nel 1776-1777, quando la marchesa Alli-Maccarani ottenne il permesso di aprire un teatro sul luogo dell'attuale opera. Nel 1826-1828 il comune costruì nello stesso luogo un teatro dell'opera in stile italiano. L'opera divenne poi Teatro Comunale, ma fu distrutta da un incendio nel 1881. Sullo stesso sito è stato quindi costruito un nuovo edificio, inaugurato nel 1885 e classificato monumento storico nel 1993.
L'orchestra sinfonica municipale della città di Nizza è stata creata nel 1947 e nel 1982 fu ristrutturata e divenne l'Orchestra Filarmonica di Nizza. Ha un centinaio di musicisti, che suonano per l'Opera di Nizza ma anche durante il festival di musica sacra e il festival MANCA. Dal 2001 è diretta da Marco Guidarini. Quest'ultimo ha creato l'ensemble Apostrophe della Filarmonica di Nizza, per la musica contemporanea.
Il Nice Opera Ballet è stato creato nel 1947. Ora è diretto da Bertrand Rossi, direttore generale, ed Eleonora Gori, maestra di ballo. Programma balletti classici, neoclassici e contemporanei. Il coro dell'Opera di Nizza conta 40 cantanti d'opera. Partecipa ai concerti dell'Orchestra Filarmonica di Nizza e ad eventi. È diretto da Giulio Magnanini. Il Nice Opera Children's Choir è stato creato nel 1991. È composto da ragazzi dagli 8 ai 16 anni reclutati tramite audizione.
La società lirica “Nice & Arts” esiste dal 1963 e si propone di promuovere l'arte lirica organizzando concerti. L'Ensemble Baroque de Nice è stato creato nel 1982. È composto da una dozzina di musicisti che suonano su vecchi strumenti. È specializzato in musica barocca ed è diretto da Gilbert Bezzina. L'orchestra di Nizza suona ogni settimana nel chiosco del giardino Alberto I.
Il Conservatorio Regionale di Nizza nasce nel 1916 con la creazione da parte della pianista Adeline Bailet di una scuola di musica. Insediata prima nella borsa del lavoro, la scuola si è poi trasferita a Villa Thiole negli anni '30 e poi a Villa Paradiso negli anni '40. È stato diretto da Adeline Bailet, Ismaël Michalon, Albert Ribolet e Solange Delmas. Dal 1962 passò sotto la direzione di Pierre Cochereau che ne fece nel 1962 un conservatorio nazionale, poi nazionale regionale. Nel 1980 André Peyrègne subentra a Pierre Cochereau. Il conservatorio collabora con l'Opéra de Nice, il Teatro Nazionale di Nizza e Università Nice-Sophia-Antipolis.
Nizza è anche la città natale del famoso gruppo musicale Les playboys.

## Economia
Nizza è la capitale economica della Costa Azzurra, il turismo, il commercio e le amministrazioni pubbliche e private occupano una posizione importante nell'attività economica della città. Ha la seconda capacità alberghiera del paese e conta circa 4 milioni di turisti ogni anno.
Essa possiede inoltre diversi quartieri d'affari situati intorno all'aeroporto, nella parte ovest della città, 2 palazzi per congressi e il polo universitario Nice Sophia Antipolis, sede di diverse facoltà.
Altro pilastro dell'economia di Nizza è il "parco tecnologico" Sophia-Antipolis che ospita le sedi di 1 400 multinazionali e circa 30 000 ricercatori.

## Infrastrutture e trasporti

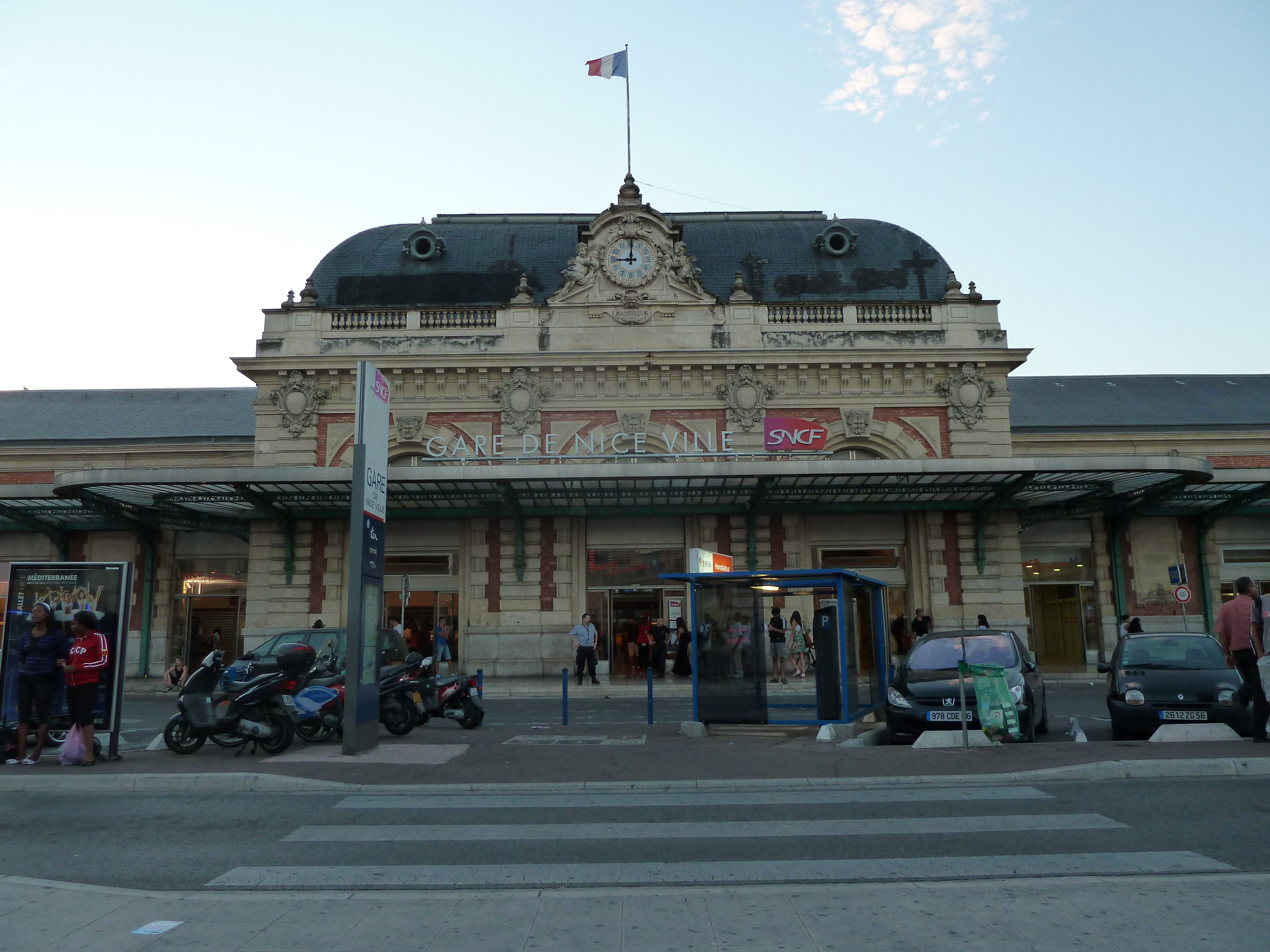
Stazione di Nice-Ville

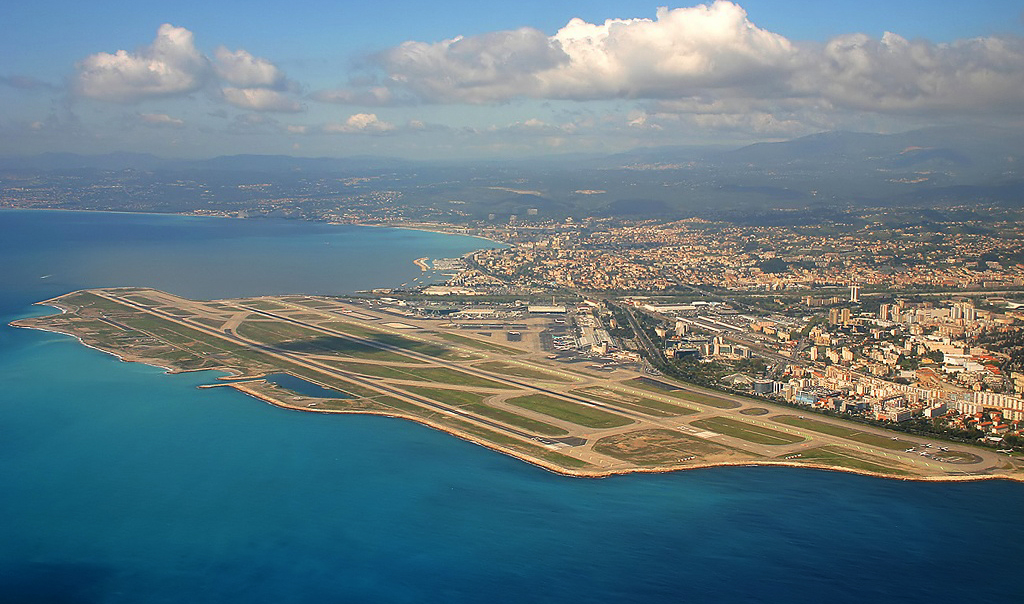
Aeroporto di Nizza-Côte d'Azur

La città è attraversata da ovest a est dalla Tangenziale sud di Nizza.
I bus urbani sono gestiti dalla società Lignes d'azur che serve la città e la Communauté urbaine de Nice Côte d'Azur.
La rete tranviaria di Nizza è un sistema di trasporto pubblico della città ed è composta da tre linee. La linea 1 è stata inaugurata il 24 novembre 2007; nel 2011 sono partiti i lavori per il suo prolungamento fino all'ospedale Pasteur, terminati nel 2013. Nel 2018 e nel 2019 sono state inaugurate rispettivamente la linea 2 e la linea 3.
La stazione di Nizza (in francese Gare de Nice-Ville), è la principale stazione ferroviaria passeggeri della città e dell'intero Dipartimento delle Alpi Marittime, servita dal treno a lunga percorrenza Riviera Express che va da Nizza a Mosca e ritorno.
Sono inoltre presenti altre tre stazioni ferroviarie: la Gare du Sud, la Gare de Nice-Saint Augustin e la Gare de Nice-Riquier.
Il Port Lympia è il porto della città e viene usato per i collegamenti con le principali isole della Costa Azzurra e del Mar Mediterraneo.
L'Aeroporto di Nizza Costa Azzurra è il secondo aeroporto francese per traffico passeggeri e serve tutta la Costa Azzurra da Cannes a Mentone, i dipartimenti Alpi dell'Alta Provenza e Varo e il Principato di Monaco.

## Amministrazione
La città è sede della Prefettura delle Alpi Marittime, del Consiglio generale del dipartimento, del rettorato dell'Accademia di Nizza della Comunità Urbana di Nizza Costa Azzurra e della Diocesi di Nizza.
Per quello che concerne la tendenza politica si può sostenere che Nizza sia una città dalla forte presenza conservatrice, dalla seconda guerra mondiale in poi la destra ha primeggiato più volte rispetto alla sinistra, e alle ultime elezioni presidenziali tenutesi nel 2007 il candidato di destra ha ottenuto il 65,34 % contro il 34,66% della candidata di sinistra.
Dal 2008 il sindaco è Christian Estrosi, anche ministro dello Sviluppo Economico fino alla fine del 2010, che ha sostituito Jacques Peyrat in carica dal 1995.

### Cantoni
I "Cantoni di Nizza" sono i nove cantoni francesi dell'Arrondissement di Nizza in cui è ripartita la città di Nizza, contraddistinti da numeri progressivi, da 1 a 9.
A seguito della riforma approvata con decreto del 24 febbraio 2014, che ha avuto attuazione dopo le elezioni dipartimentali del 2015, sono passati dai precedenti 14 ai 9 attuali.
Il cantone di Nice-3 comprende, oltre a parte della città, anche i comuni di Le Broc, Carros e Gattières, situati oltre il Varo e inclusi nell'Arrondissement di Grasse.
Il cantone di Nice-7 comprende oltre a parte della città anche i comuni di Saint-André-de-la-Roche e La Trinité.
Il cantone soppresso di Nice-13 comprendeva oltre a parte della città i comuni di La Trinité, Saint-André-de-la-Roche e Falicon.

### Gemellaggi
Nizza è gemellata con le seguenti città:
| - Alicante - Cuneo - Danzica - Edimburgo, dal 1958 - Hangzhou, dal 1998 - Houston - Jalta - Laval - La Maddalena | - Miami - Natanya - Numea - Norimberga, dal 1954 - Ovodda - Sorrento, dal 1963 - Seghedino - San Pietroburgo - Salonicco |

## Sport

### Calcio
La squadra di calcio di Nizza è l’OGC Nizza (Olympique Gymnaste Club de Nice Côte d'Azur), che milita nella Ligue 1, il massimo campionato francese. Nella sua storia ha conquistato 4 Ligue 1 e 3 Coupe de France.
Dal 2013 gioca le sue partite interne nel nuovo stadio Allianz Riviera, che ha preso il posto del vecchio impianto Stade Municipal du Ray.

### Pallavolo
Nella città ha sede inoltre il Nice Volley-Ball, società pallavolistica maschile militante nella Ligue A, massima divisione del campionato francese.

### Hockey su ghiaccio
La squadra che disputa il campionato professionale Ligue Magnus si chiama Aquile di Nizza

### Altri sport
La città fa capolino nelle cronache sportive internazionali anche grazie alla Parigi-Nizza, storica manifestazione ciclistica a tappe che si conclude sul lungomare locale ogni anno, intorno alla metà di marzo.

## Educazione
- École pour l'informatique et les nouvelles technologies
- Institut supérieur européen de formation par l'action

## Galleria d'immagini

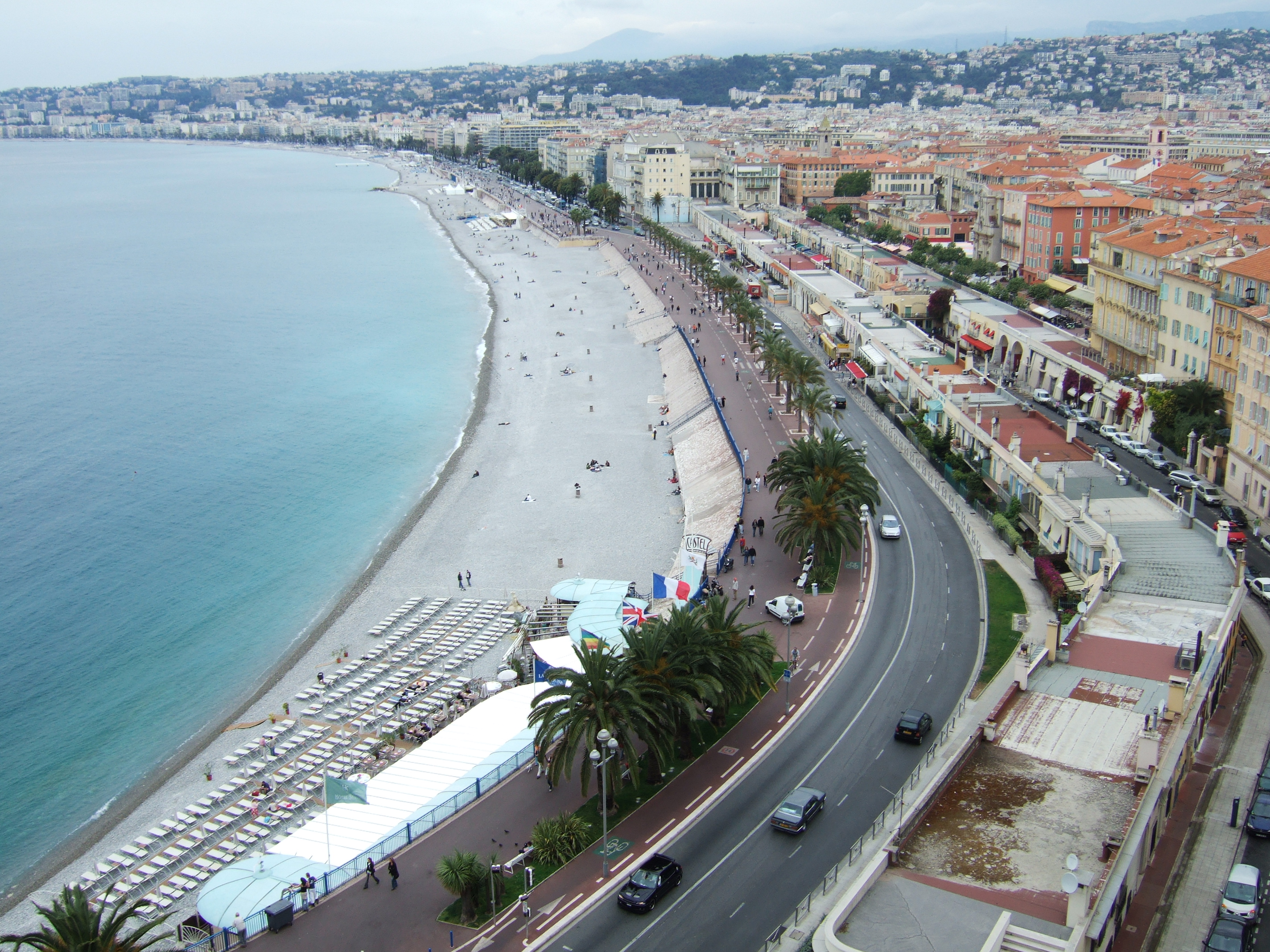
Panorama di Nizza
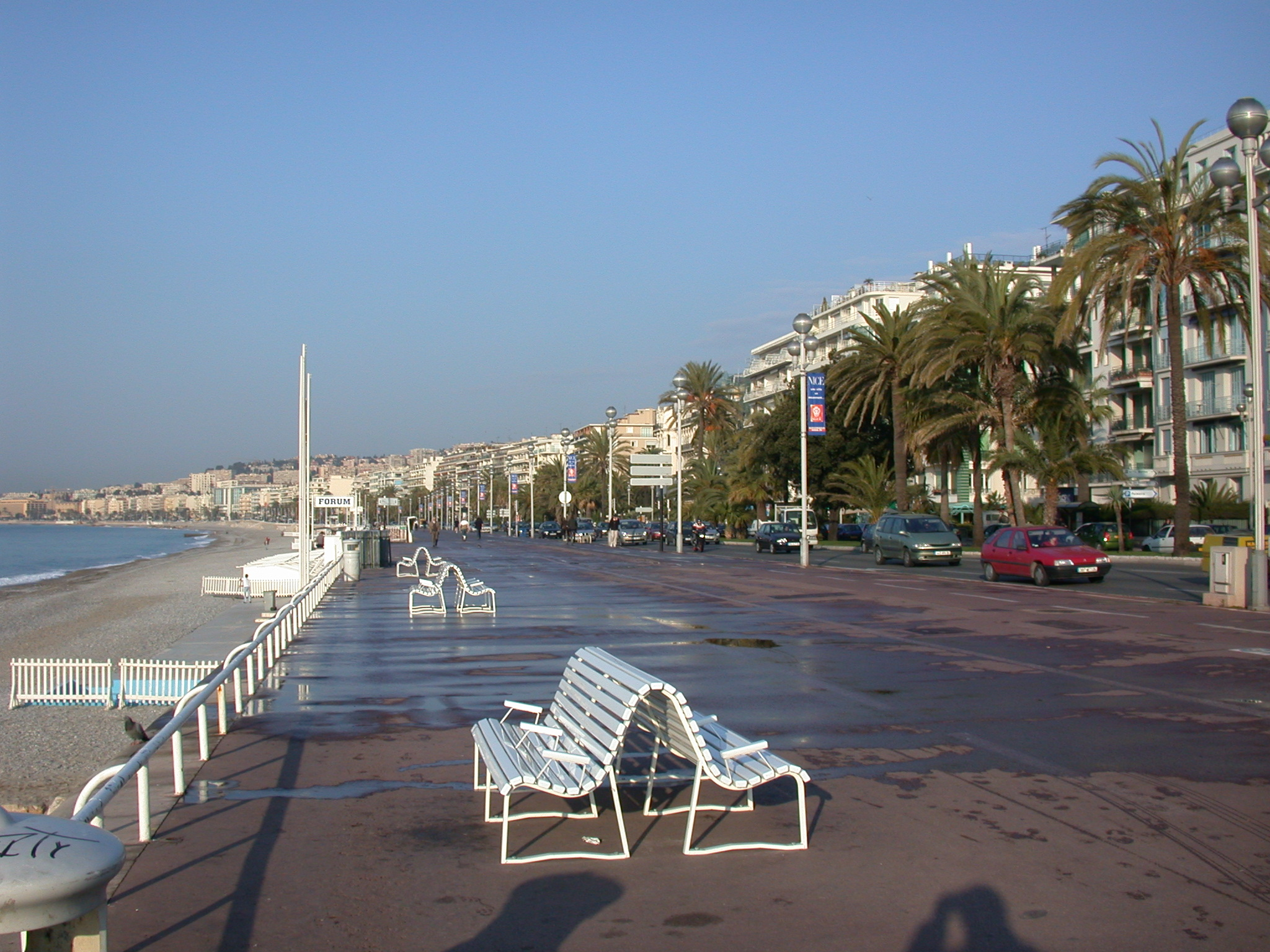
Promenade des Anglais
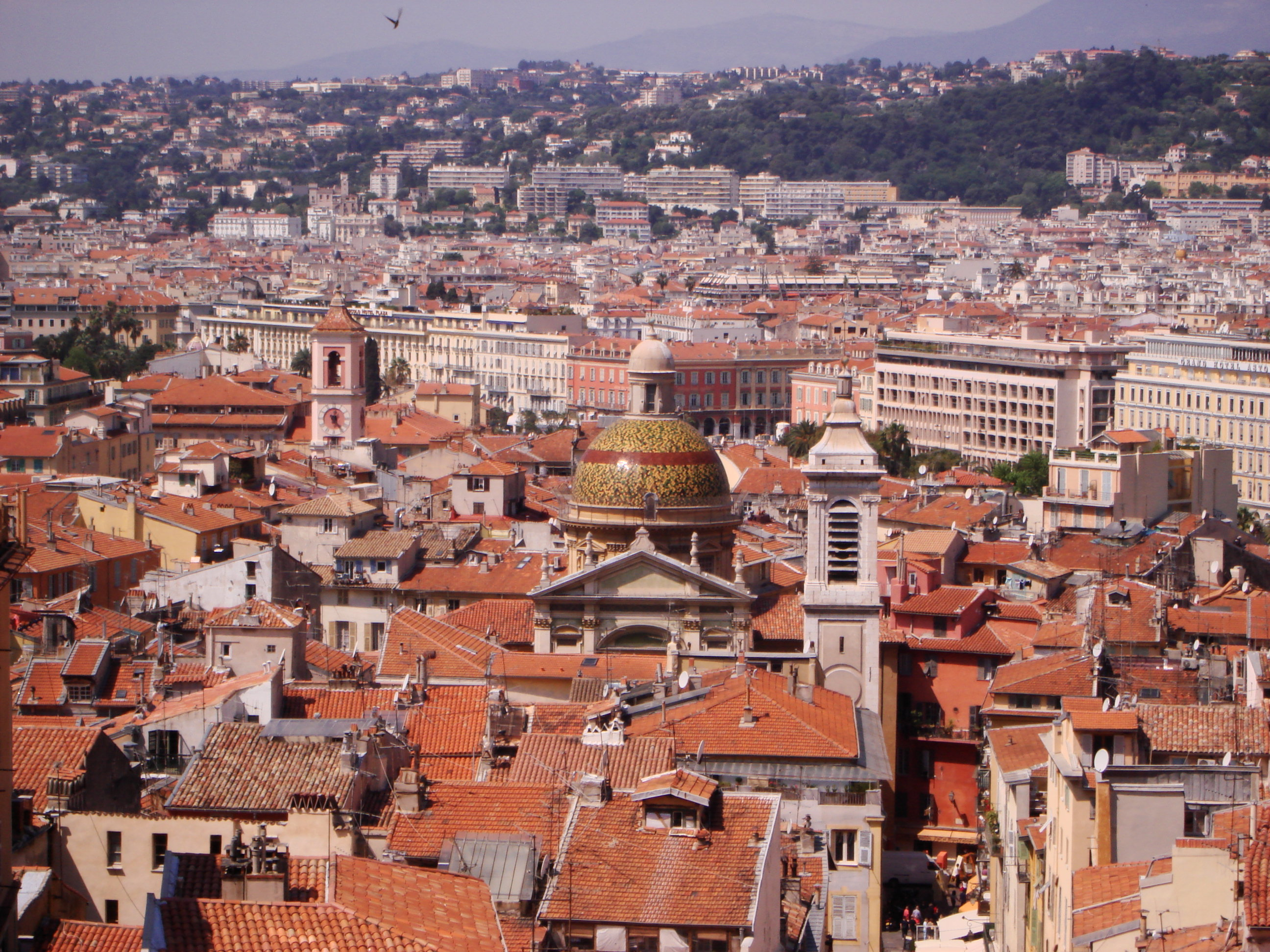
Vista sulla chiesa di Santa Reparata nel centro di Vieux Nice
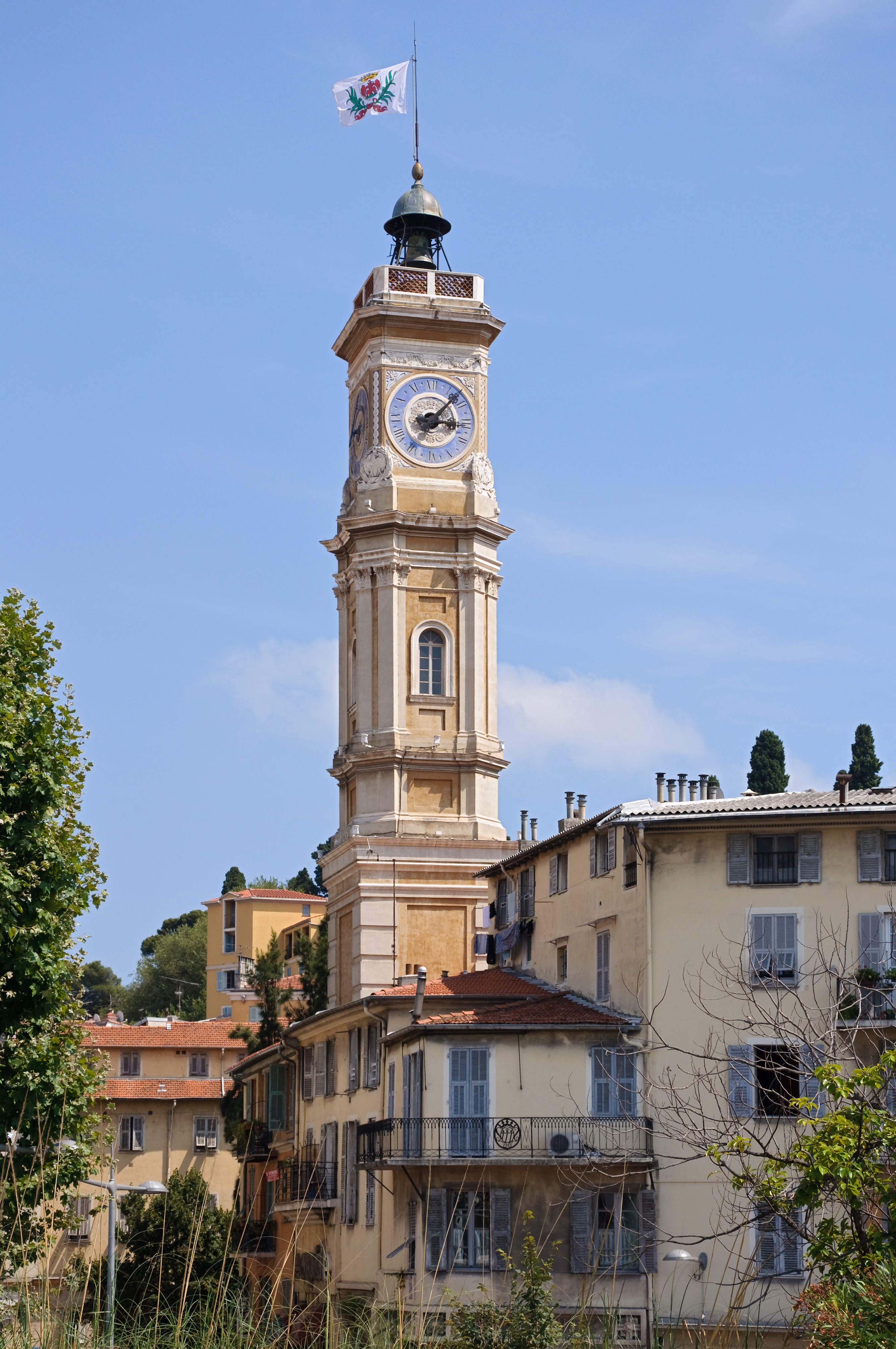
Torre 'Saint-François'
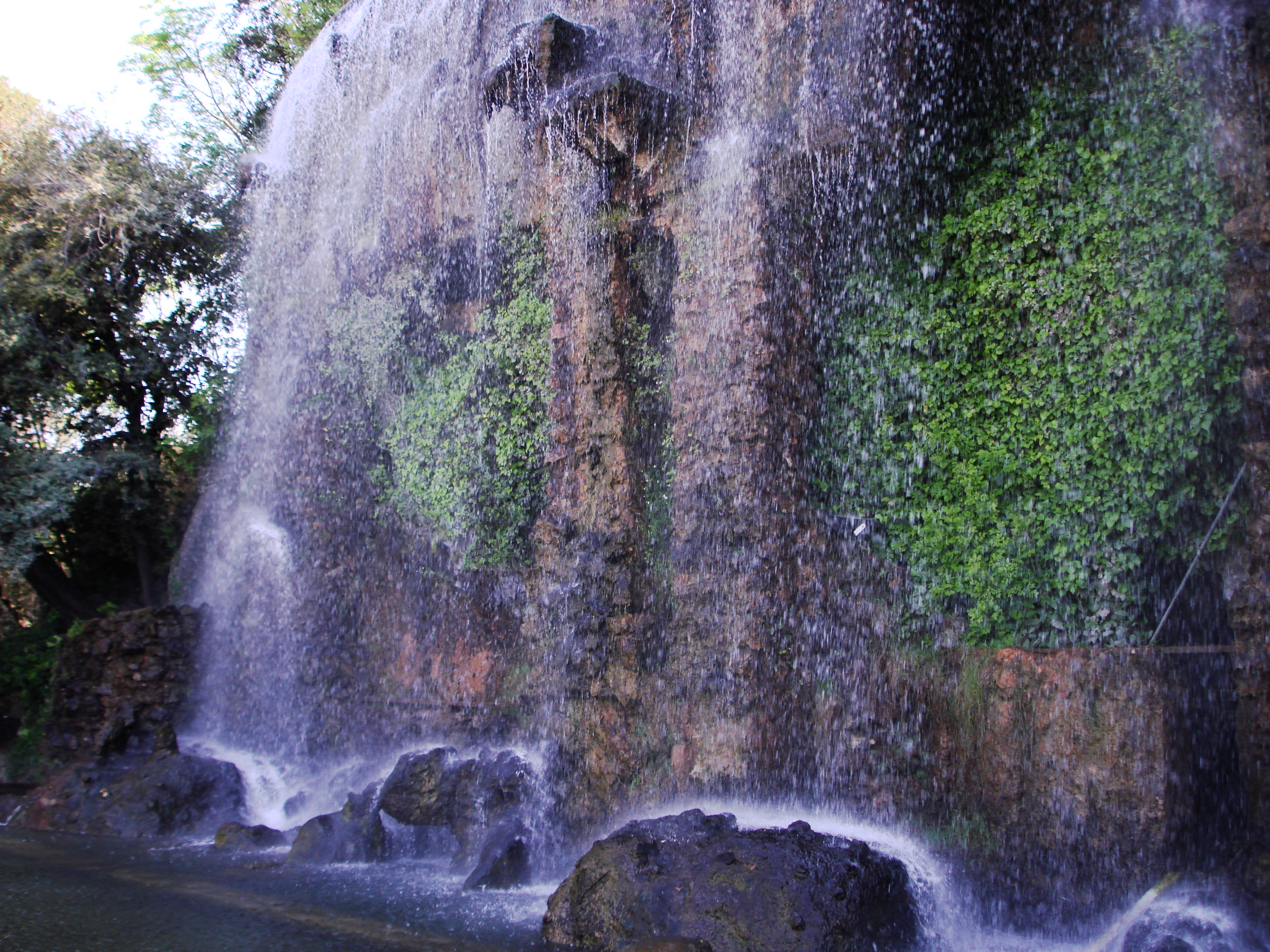
La cascata artificiale sulla collina del Castello
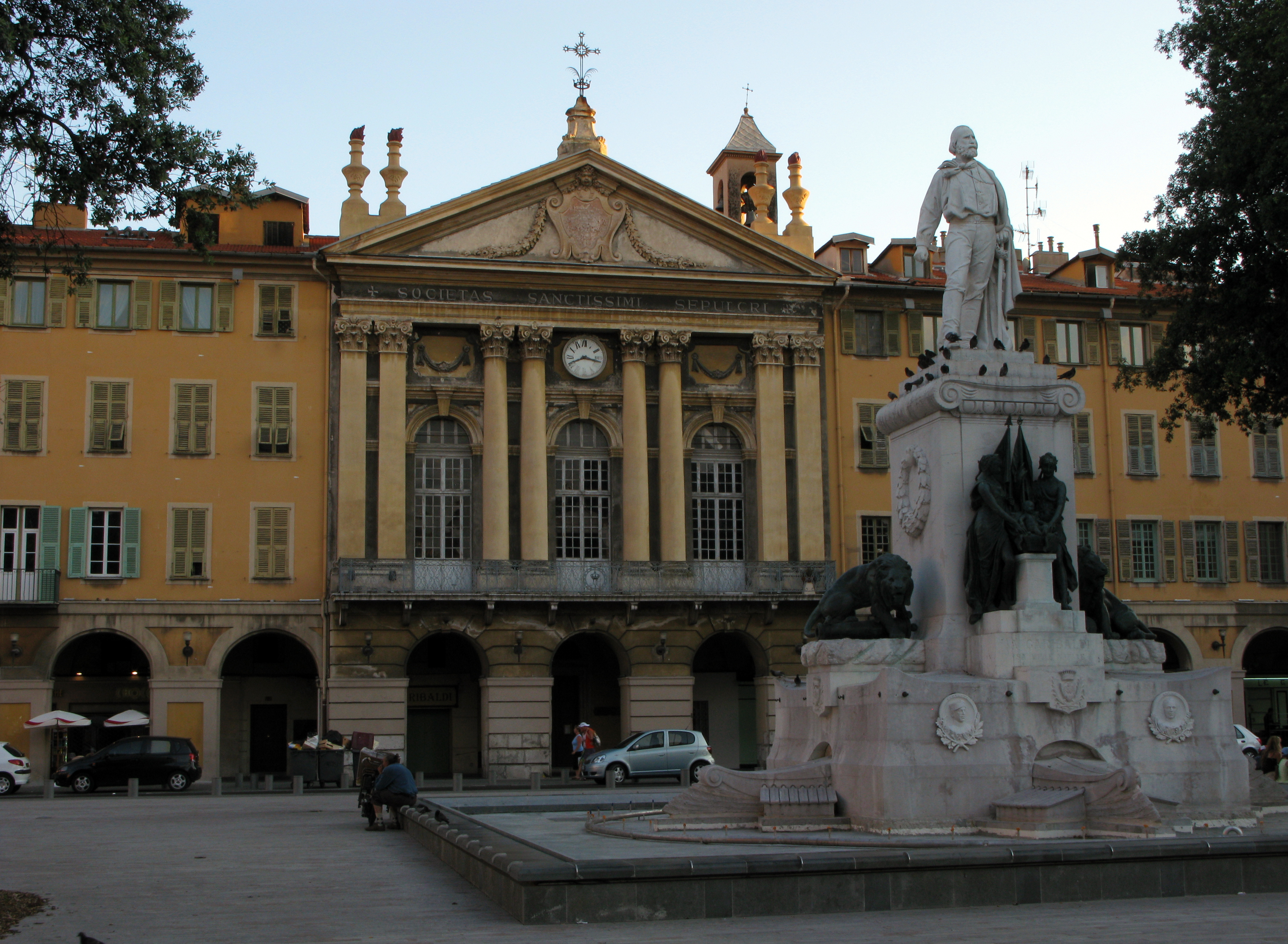
Piazza Garibaldi